# Симфония ми-бемоль мажор (Чайковский)
Симфо́ния ми-бемо́ль мажо́р (нем. Es-dur, ČW 443 или TchH 238) — крупное произведение для симфонического оркестра русского композитора-романтика Петра Ильича Чайковского. В начале 1890-х годов композитор три раза приступал к созданию новой (на то время шестой по счёту) симфонии. Два раза (симфония «Жизнь» в 1890 году и Симфония ми минор в 1891 году) он отказывался от продолжения работы в самом её начале. Симфония ми-бемоль мажор, над которой автор работал в мае — ноябре 1892 года, была доведена только до версии для фортепиано и оркестровки первой части. 
Долгое время было принято считать, что сам композитор уничтожил Симфонию ми-бемоль мажор сразу после создания. В действительности до нашего времени дошла значительная часть её эскизов, а также 248 тактов первой части, которые сам композитор инструментовал. Первая часть Симфонии была положена Чайковским в основу Третьего фортепианного концерта, написанного в той же тональности ми-бемоль мажор. Ещё две части Симфонии лежат в основе другого сочинения композитора — «Andante и Finale», op. 79 (или «Анданте B-dur и Финал Es-dur» для фортепиано с оркестром, ор. 79). К 2022 году существуют две реконструкции партитуры Симфонии ми-бемоль мажор, осуществлённые в 1950-е годы доктором искусствоведения Семёном Богатырёвым и в 2000-е годы доцентом кафедры композиции и инструментовки Российской академии музыки имени Гнесиных Петром Климовым. Обе версии неоднократно исполнялись на концертной сцене. Были осуществлены аудиозаписи симфонии. 
К 2022 году о Симфонии ми-бемоль мажор существовала значительная музыковедческая литература. Ей посвящены большие статьи советского искусствоведа Давида Рабиновича, австралийского композитора и преподавателя композиции в Университете Монаша в Мельбурне Томаса Райнера, автора одной из двух реконструкций Петра Климова, а также других крупных музыковедов, разделы в монографиях советских и современных российских искусствоведов. Не обошли вниманием Симфонию и крупные зарубежные исследователи: Александра Орлова, Александр Познанский, Дэвид Браун, Роланд Джон Уайли. Советский искусствовед Давид Рабинович писал, что, несмотря на «недочёты», которые он относил к заключительной части Симфонии, она — «в целом замечательное произведение. Она скромнее по масштабам и замыслу, чем Четвёртая, Пятая и Шестая, но это подлинный большой Чайковский». Существует и противоположная точка зрения. Например, Роланд Джон Уайли низко оценивает музыку Симфонии ми-бемоль мажор, пишет о её прямолинейности, грубости, механистичности и даже утверждает, что она «предвосхищает худшее из оптимизма социалистического реализма в музыке», улавливает в её музыке «джазовое вступительное соло фагота».

## Симфония ми-бемоль мажор в творчестве Чайковского
В начале 1890-х годов Пётр Ильич Чайковский три раза приступал к созданию новой (шестой по счёту) симфонии. Два раза (Симфония «Жизнь» в 1890 году и Симфония ми минор в 1891 году) он отказывался от продолжения работы в самом начале. Симфония ми-бемоль мажор (ČW 443, TchH 238), над которой композитор работал в мае — ноябре 1892 года, была доведена только до версии для фортепиано и оркестровки Первой части. Биограф композитора Владимир Холодковский так объяснял происходившее: «Великий замысел всё ещё не созрел — для этого нужен был, видимо, какой-то непосредственный эмоциональный импульс, какое-то событие или переживание, „последняя капля“, которая бы переполнила душу художника».
Долгое время считалось, что Чайковский забраковал Симфонию ми-бемоль мажор и уничтожил её партитуру. В действительности, как считал, например, советский искусствовед Давид Рабинович, до нашего времени дошла значительная часть её эскизов, а также 248 тактов первой части, которые сам композитор инструментовал. Первая часть Симфонии была положена Чайковским в основу Третьего фортепианного концерта, написанного в той же тональности ми-бемоль мажор (ČW 57). Ещё две части Симфонии лежат в основе другого сочинения композитора — «Andante и Finale», op. 79 («Анданте B-dur и Финал Es-dur» для фортепиано с оркестром, ор. 79 в каталоге Григория Домбаева), (ČW 444).

## Проблема возможности и необходимости реконструкции симфонии
Ученик и друг композитора Сергей Танеев оркестровал «Andante и Finale» после смерти композитора. Работая над партитурой, он сохранил фортепианную партию и все указания Чайковского относительно оркестровки. Танееву принадлежит и переложение этого произведения для двух фортепиано. «Andante and Finale» в редакции для двух фортепиано и оркестровая редакция Сергея Танеева были изданы в 1897 году Митрофаном Беляевым, но местонахождение их автографов неизвестно. Тогда же возникла и мысль напечатать черновики этого произведения, принадлежавшие Чайковскому, как оркестровые произведения или как части неосуществлённой композитором симфонии. Этот замысел не был осуществлён. Третий концерт (ор. 75) был издан Петром Юргенсоном в 1894 году, уже после смерти композитора. Его автограф хранится в Государственном мемориальном музыкальном музее-заповеднике П. И. Чайковского (ф. 88, № 93). Переложение для двух фортепиано, сделанное самим автором, вписано в нём внизу каждой страницы партитуры.
Советский пианист Александр Иохелес, в 1940 году исполняя Третий фортепианный концерт, дополнял его единственную часть ещё двумя частями — «Andante и Finale», считая трёхчастность концерта первоначальным замыслом композитора. Как правило, Третий концерт исполняется всё-таки как одночастная композиция. «Andante и Finale» не пользуется популярностью у пианистов, те же, кто обращаются к этому произведению, исполняют его и как самостоятельный двухчастный цикл, и в составе Третьего фортепианного концерта.
Давид Рабинович в статье «Возрождённая симфония» (1957) делал вывод, что мнение об отрицательном отношении композитора к музыке своего произведения является ошибочным, так как Чайковский бережно сохранил почти весь её музыкальный материал и использовал его в других своих произведениях.

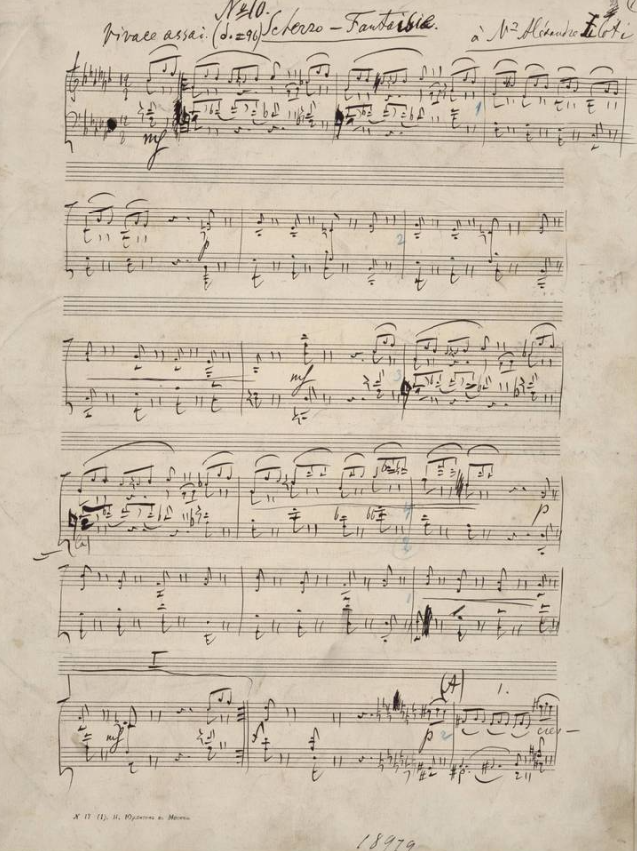
Скерцо из «18 пьес для фортепиано», ор. 72

Доктор искусствоведения Семён Богатырёв на основе замечания брата композитора Модеста в его биографии Петра Ильича («Скерцо нет. Очень вероятно, что им он, бросив симфонию, воспользовался для одной из 18-ти пьес (ор. 72)») предположил, что оркестровая рукописная версия эскизов Скерцо в тональности ми-бемоль минор, которое входит в состав цикла «18 пьес для фортепиано», ор. 72, является третьей частью Симфонии. Дополнительным доказательством в пользу такой точки зрения Богатырёв считал естественность тональности ми-бемоль минор для одной из частей произведения, основной тональностью которого является ми-бемоль мажор. Советский искусствовед считал также, что именно оркестровая версия Скерцо появилась первой, а фортепианная (Scherzo-Fantaisie es-moll, ор. 72, ČW 443, № 10, 1893 год; эта версия пьесы посвящена пианисту и музыкальному деятелю Александру Зилоти) была сделана на её основе. Бумага, на которой написан автограф этого произведения, соответствует той, которую Чайковский использовал во время сочинения Симфонии ми-бемоль мажор. Богатырёв составил целый список других доказательств принадлежности Скерцо к Симфонии ми-бемоль мажор:
- Ни в одном из писем Чайковского не упоминается о его работе в это время над каким-либо другим многочастным симфоническим сочинением, кроме Симфонии ми-бемоль мажор. Оркестровое скерцо es-moll настолько крупное сочинение, что автор не смог бы умалчивать о работе над ним как над самостоятельным произведением.
- Трёхчастных симфоний композитор не писал.
- Эскизы Первой части и Финала композитор написал в мае 1892 года, а в октябре в одном из писем он писал, что «сидит» и работает «очень усердно» над ещё одной частью Симфонии. По мнению Богатырёва, это не могло относиться ко Второй части — она невелика по размерам и не отличается сложностью. Следует предполагать, что это должно было быть Скерцо, которое отвечает этим двум параметрам.
- Существует мелодическое сходство («нисходящий ход на терцию») Скерцо с мелодическим оборотом главной части экспозиции Первой части Симфонии и с главной и связующей темами Финала. Можно услышать отголоски этого мелодического оборота и во Второй части.

Приводил Богатырёв и контраргумент: в оркестровой версии Скерцо присутствует партия арфы, но её нет во всех остальных номерных Симфониях композитора. Реконструктор пытался разрешить это противоречие ссылкой на непронумерованную Чайковским симфонию «Манфред» — в ней партия арфы присутствует, а также необходимостью имитации украинских народных инструментов.
Предположение Богатырёва о первоначальном характере оркестровой версии Скерцо подтверждается также замечанием Сергея Танеева на обложке папки (в обложку № 85 вложены рукописи трёх пьес: «Scherzo-Fantaisie» № 10 (стр. 1—8), «Valse-bluette» № 11 (рус. «Вальс-безделушка», стр. 8—10) и «Echo rustique» № 12 (рус. «Сельский отзвук», стр. 11—12)) с рукописным нотным текстом произведения: «От 1—8 стр. ф-п. пьеса ор. 72, № 10 „Scherzo-Fantaisie“ переделана из скерцо, предполагавшегося для оркестра. Слова на первой стр. „Как там“ относятся к оркестровому эскизу». Доктор искусствоведения Александр Николаев отмечал, что в рукописях этой папки наиболее полно записано Скерцо, где самим композитором проставлено много нюансов. Остальные же две пьесы записаны эскизно.
Единого мнения о возможности и необходимости реконструкции симфонии, которую «забраковал» сам автор, среди музыковедов и концертирующих музыкантов к началу 2020-х годов нет. С точки зрения одних исследователей, прикосновение к замыслам композитора «чужой творческой воли», возможно, не совпадающей с ними, недопустимо. Отсутствует также достаточная информация об обстоятельствах, сопутствовавших работе композитора над замыслом. Это усложняет понимание дошедших до нашего времени эскизов симфонии. С другой стороны, как писал Пётр Климов, считать неоконченной Симфонию нельзя. Чайковский, с его точки зрения, переработал музыку симфонии в три части Третьего фортепианного концерта, и благодаря этому, как писал Климов, «„белые пятна“ оставшихся от неё эскизов оказались заполненными».

## Дошедшие до нашего времени рукописи Симфонии

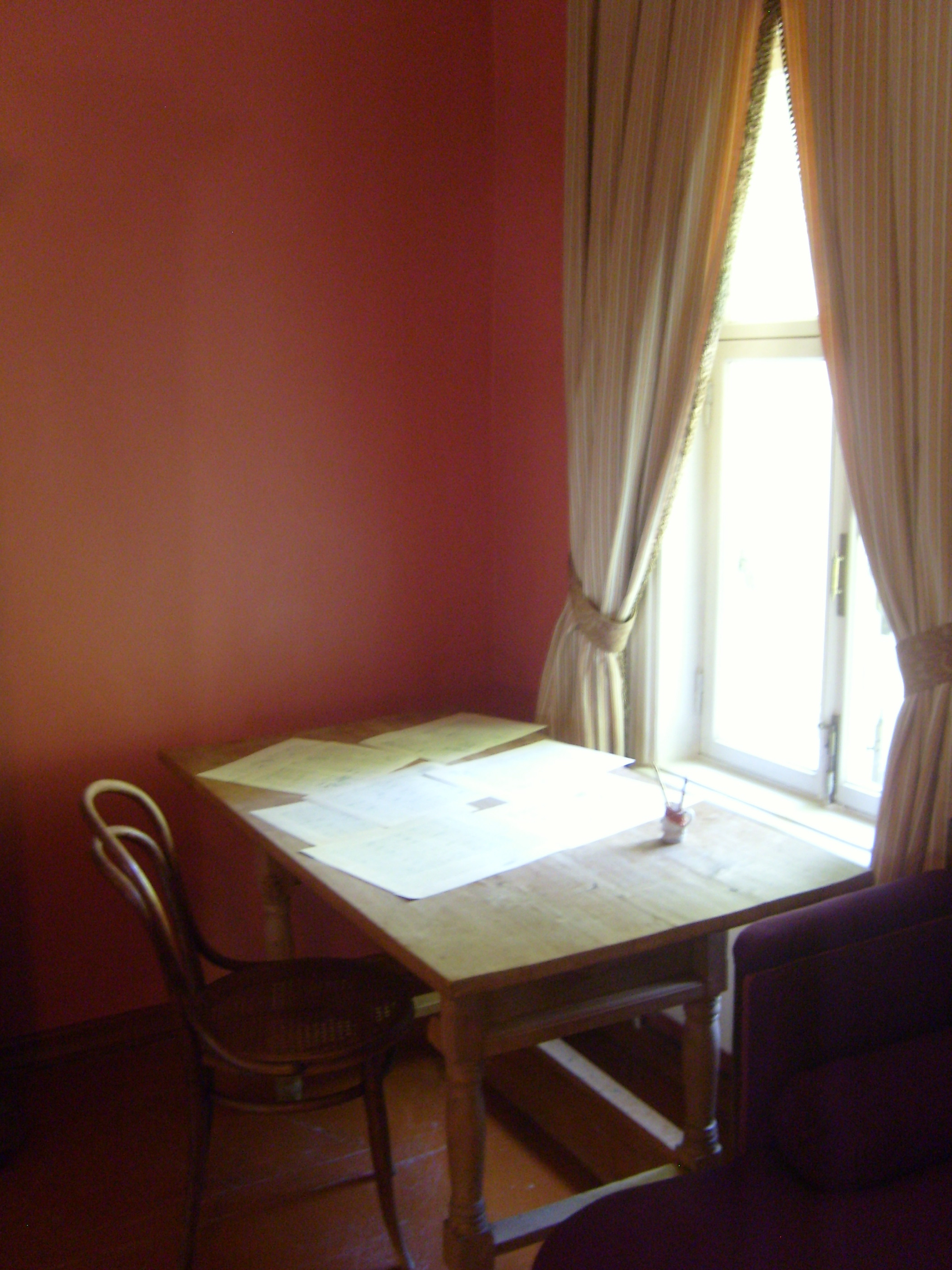
Стол, за которым Чайковский работал над Симфонией ми-бемоль мажор и Шестой симфонией, в Государственном мемориальном музыкальном музее-заповеднике П. И. Чайковского

Полный список сохранившихся автографов Симфонии ми-бемоль мажор приводится в монографии Григория Домбаева «Творчество Петра Ильича Чайковского в материалах и документах» (1958), в издании «Музыкальное наследие П. И. Чайковского: Из истории его произведений» (1958) и в статье Петра Климова «Неоконченная симфония Чайковского — история и современность» (2020), а также в «Указателе сочинений» Чайковского, вышедшем в 2003 и 2006 годах. При реконструкции Симфонии привлекаются следующие автографы Чайковского, хранящиеся в Государственном мемориальном музыкальном музее-заповеднике П. И. Чайковского в Клину: ГМЗЧ А1 № 67; А1 № 74; А1 № 75; А1 № 76; А1 № 77, А1 № 78. Пётр Климов делал вывод, что сохранившиеся эскизы «охватывают большую часть симфонии, и попытка дать им оркестровую жизнь вполне оправдывает заполнение существующих в автографах пробелов музыкой, взятой из фортепианного концерта». Музыка Третьего фортепианного концерта, с его точки зрения, «абсолютно аналогична той, что предназначалось для симфонии». «Указатель сочинений» относит к работе над нотным текстом Симфонией письма композитора № 4656, 4693, 4709, 4716, 4724, 4734, 4749, 4780, 4784, 4789, 4792, 4829. Некоторые заметки, связанные с Симфонией, Чайковский делал в отдельных томах принадлежавшего ему издания Полного собрания сочинений Вольфганга Амадея Моцарта и в записной книжке, посвящённой работе над балетом «Щелкунчик» и оперой «Иоланта», а также в некоторых других бумагах и документах композитора, часть из которых хранится во Франции.
Сохранился эскиз партитуры Части I Allegro brillante, он включает в себя экспозицию и значительную часть разработки, а также набросок этой части, предназначенный для переработки Симфонии в Третий фортепианный концерт (это — дирекцион данной части). Существует также автограф партитуры Третьего концерта для фортепиано с оркестром, который соответствует Части 1. 
В папке № 27, хранящейся в Музее-заповеднике П. И. Чайковского (обложки 75—77, это — две тетрадки в твёрдых переплётах), собраны рукописи Симфонии ми-бемоль мажор и материалы по переработке симфонии в концерт. В первой тетради (инв. № 6, 28 исписанных листов) на 2-й странице рукой Чайковского написано: «Концерт Es-dur». Вверху первой страницы нотного текста он же надписал: «Переложение оркестровой партии для ф-п.». В этой карандашной черновой рукописи много «помарок, зачёркнутых мест, условных значков и словесных указаний». Среди них: «как там и т. д.», «но при C-moll опять аккорды и т. далее до знака *, потом дальше до знака F. (ор. пункт)». Рукопись неразборчива, написана чёрным карандашом (иногда записи почти стёрты) «с многочисленными переделками и зачёркнутыми тактами». Доктор искусствоведения Александр Николаев писал, что в обложке папки № 76 находится черновая карандашная рукопись (12 листов партитуры) с первоначальными эскизами превращения Симфонии ми-бемоль мажор в Третий концерт для фортепиано с оркестром. На заглавном листе сам композитор написал слово «Концерт». Рукопись крайне неразборчива, это — самая первая стадия его работы над концертом и является эскизом симфонии «в её первоначальном виде», здесь же находятся первые наброски аранжировки симфонии для фортепиано и оркестра.
Для Части II Andante сохранился набросок среднего раздела и коды. Эта часть, предположительно, была написана в сложной трёхчастной форме. Дошедший до нашего времени набросок Финала (Allegro maestoso) симфонии включает практически всю музыку этой части, «кроме двух проведений побочной партии — в экспозиции и в репризе». При этом лакуна в экспозиции предварена словами «2 тема из зап[исной] книжки». Эскизы Частей II и III Третьего фортепианного концерта аналогичны Andante и Финалу симфонии. Они включают в изложении для двух фортепиано весь музыкальный материал этих двух частей, в том числе крайние разделы Andante и проведения побочной партии в Финале.

## Попытки реконструкции Симфонии ми-бемоль мажор

### Проблема реконструкции Симфонии Борисом Асафьевым
Осуществить реконструкцию Симфонии ми-бемоль мажор рассчитывал советский композитор и музыковед Борис Асафьев, но он не успел даже приступить к работе над ней. Вместе с тем имеется и противоположное свидетельство. Доктор искусствоведения Владимир Протопопов писал в биографическом очерке, посвящённом искусствоведу и композитору (1954): «Работая в Клинском доме-музее осенью 1945 года, Асафьев углубился в изучение рукописей Чайковского. Это позволило ему восстановить неоконченную Чайковским симфонию Es-dur… К сожалению, Асафьев не успел тогда записать результаты своей тонкой реставраторской работы, и потому они до нас не дошли». Владимир Блок считал такое заявление ошибочным. Опровергая утверждение Протопопова, он писал:
- Проводить реконструкцию такого большого произведения, как Симфония, не фиксируя её одновременно в виде нотных записей, просто невозможно. Тем более странным выглядит заявление, что она была «тонкой». Ведь нет никаких свидетельств даже проведения самой реконструкции.
- Близко знавший Асафьева советский композитор Виссарион Шебалин писал, что работа по восстановлению Симфонии только «занимала академика Б. В. Асафьева», и «…осуществить свой замысел… [он] не успел»

Сам Блок утверждал, что разыскивал рукописи Асафьева с реконструкцией Симфонии в архивах целого ряда научных учреждений: в Центральном государственном архиве литературы и искусства, в Государственном центральном музее музыкальной культуры, в Государственном Доме-музее П. И. Чайковского в Клину, но не сумел их обнаружить. Блок отмечал также, что Асафьев писал только о Первой и Четвёртой частях Симфонии, не упоминая ни разу о двух средних частях.

### Реконструкция Семёна Богатырёва
Известны две успешные попытки реконструкции Симфонии ми-бемоль мажор. Обе версии исполняются на концертной эстраде. В 1950-е годы попытку реконструкции партитуры Симфонии ми-бемоль мажор (итал. Es-dur) предпринял доктор искусствоведения Семён Богатырёв. Его работа по восстановлению Симфонии первоначально выполнялась по плану научно-исследовательской работы кафедры сочинения Московской консерватории. После того как были готовы реконструкции Первой части и Финала, по просьбе кафедры на работу Богатырёва были даны три рецензии: специалистом по истории дирижирования, профессором Николаем Аносовым, композитором и дирижёром, профессором Николаем Пейко и историком симфонического оркестра, профессором Юрием Фортунатовым. В частности, Фортунатов писал в своей рецензии: «проделанная работа имеет громадный научный и художественный интерес, поскольку она знакомит нас не просто с творческими планами художника, но… с вполне реальными художественными ценностями… с результатами творческих усилий и при этом, не забудем, в период, который имеет едва ли не наибольший интерес для исследователей творчества Чайковского».
Владимир Блок, близко знакомый с Богатырёвым, писал, что принятая во многих работах датировка реконструкции 1951—1955 годами является ошибочной. Даже после первого исполнения Симфонии Богатырёв вносил изменения в партитуру. Многие из этих изменений относятся к 1959 году, когда Богатырёв вёл работу над подготовкой Симфонии ми-бемоль мажор к изданию. Советский, а впоследствии немецкий пианист и музыковед Андрей Хотеев относил начало работы Богатырёва над реконструкцией и появление у него этого замысла к значительно более раннему периоду — 1930-м годам, когда он впервые познакомился с эскизами первой, четвёртой частей Симфонии, а также с рукописью Третьего фортепианного концерта Чайковского. Дочь Богатырёва писала в воспоминаниях об отце, что работа над реконструкцией шла, как в Москве на квартире у исследователя, так и летом в гостях у неё на Рижском взморье, одновременно с работой над монографией «Обратимый контрапункт».
Богатырёв не соотносил свою реконструкцию с названием «Жизнь» и не воспринимал как относящуюся к ней запись «Дальнейшее суть скиццы к симфон[ии] Жизнь!» и далее. Работу над реконструкцией Богатырёв вёл на основе сохранившихся эскизов Симфонии и записных книжек композитора. Он использовал партитуру первой части симфонии (она доведена Чайковским до репризы), закончил её оркестровку; воспользовавшись партитурой Третьего фортепианного концерта, он сам оркестровал ещё две части. Для восполнения существующих лакун в «Andante и Finale» Богатырёв использовал эскизы соответствующих частей Третьего фортепианного концерта. Кандидат искусствоведения Владимир Блок считал, что для реконструкции Богатырёва характерна научная точность, а саму её оценивал как блестящую. Он выделял в своей статье 1961 года две тенденции в реконструкции утраченных музыкальных произведений: 1) «предельное сохранение авторского текста»; 2) его изменение «ради художественной выразительности». Реконструкцию Богатырёва он относил к первой и с восхищением писал: «в восстановленной симфонии нет ни одного такта, не принадлежащего перу Чайковского». 
Впервые Симфония в реконструкции Богатырёва была исполнена 7 февраля 1957 года оркестром Московской областной филармонии под руководством Микаэла Тэриана на общедоступном концерте, организованном Московской государственной консерваторией. В апреле 1958 года Симфония прозвучала по Московскому радио. Дирижировал народный артист СССР Натан Рахлин.
Партитура была опубликована в 1961 году в Государственном музыкальном издательстве. Ещё одно издание партитуры было осуществлено в 1963 году. Позже Симфония в реконструкции Богатырёва была исполнена и записана, в частности, такими известными дирижёрами, как Юджин Орманди, Лео Гинзбург и Неэми Ярви. Одна из аудиозаписей Неэми Ярви сделана на лейбле «Sandos». Юджин Орманди исполнил Симфонию с Филадельфийским оркестром в Нью-Йорке в феврале 1962 года, а позже сделал с ним и аудиозапись. Также Симфония ми-бемоль мажор в реконструкции Богатырёва была записана на фирме «Мелодия» Государственным симфоническим оркестром СССР под управлением Лео Гинзбурга.
В 2015 году реконструкция Богатырёва прозвучала в Концертном зале Мариинского театра в исполнении Молодёжного оркестра Мариинского театра. Дирижировал литовский виолончелист Давидас Герингас.
Композитор и музыковед Пётр Климов относил к недостаткам реконструкции Богатырёва сам подход к оркестровке материала: «принципы инструментовки Богатырёва ближе к сложившимся к середине XX века школьно-академическим нормам, чем к сути оркестрового мышления Чайковского, основанного на сосуществовании и последовательном развитии темброво-обособленных линий отдельных инструментов и оркестровых групп». С этим он связывал и то, что Симфония ми-бемоль мажор в реконструкции Богатырёва всё-таки, по его мнению, не получила широкой известности. Доктор искусствоведения Юрий Холопов писал, что Богатырёв с честью справился со стоявшей перед ним сложной задачей, но «восстановление едва ли избавило её [Симфонию ми-бемоль мажор] от тех недостатков, которые в своё время вызвали отрицательное отношение к ней самого автора». Он предсказывал, что эта Симфония вряд ли сможет когда-нибудь занять место рядом с Четвёртой или Шестой симфониями композитора.

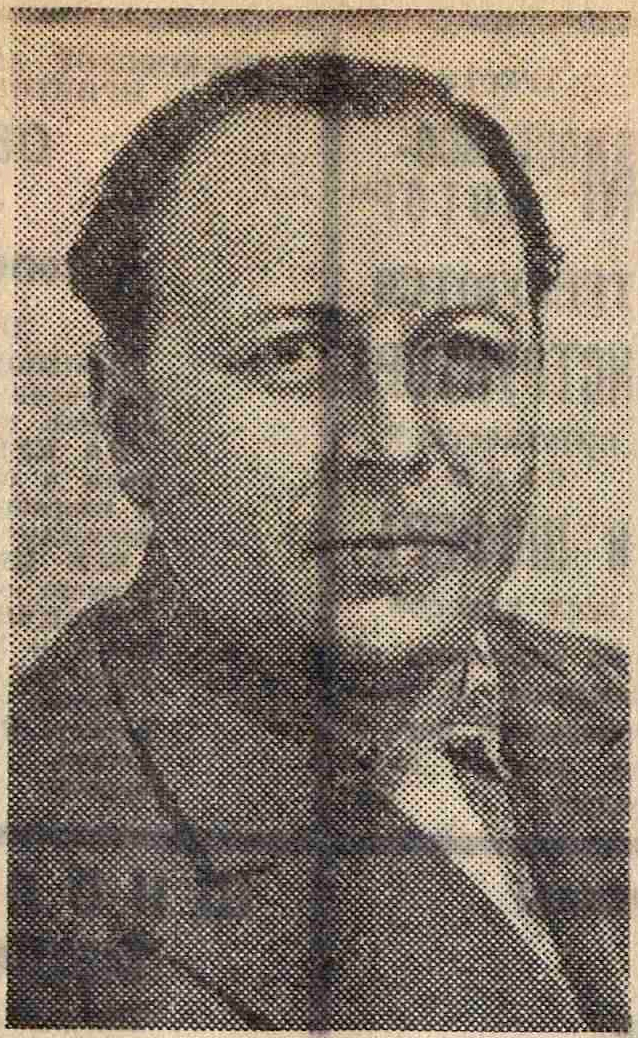
Натан Рахлин в 1938 году
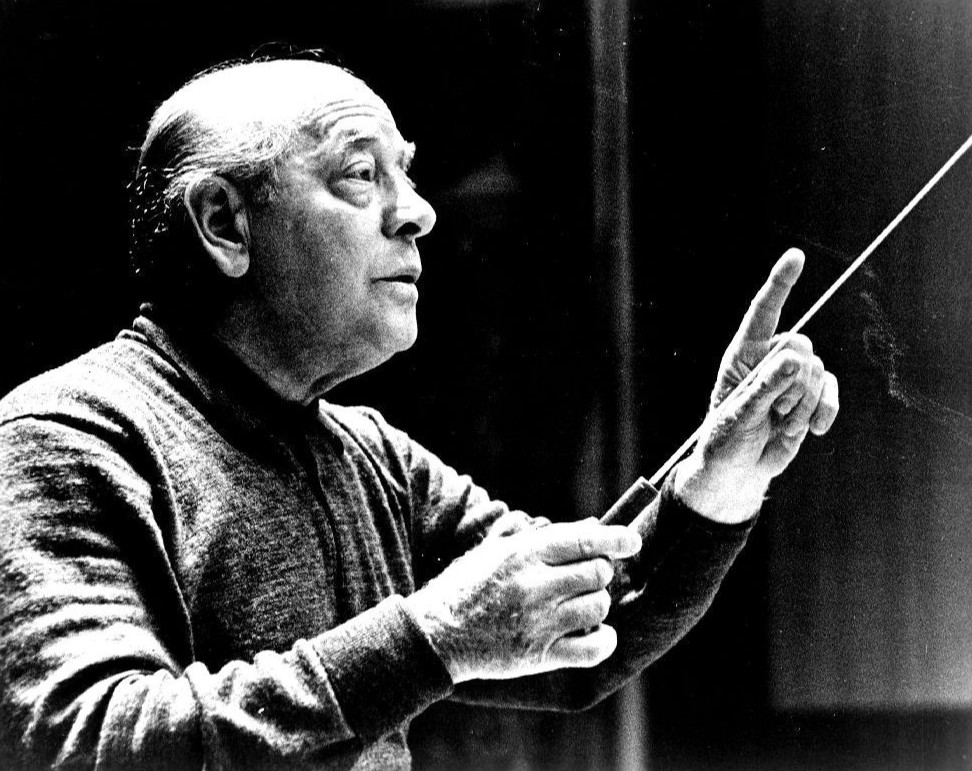
Юджин Орманди в 1973 году
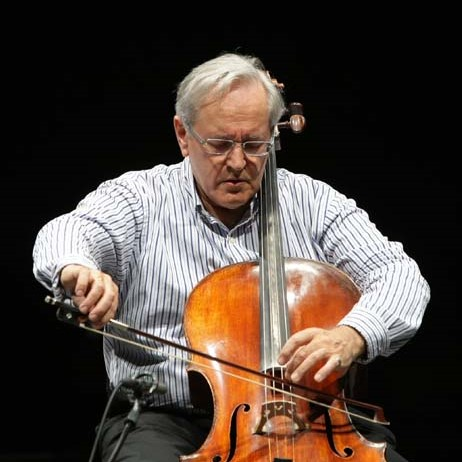
Давид Герингас в 2010 году
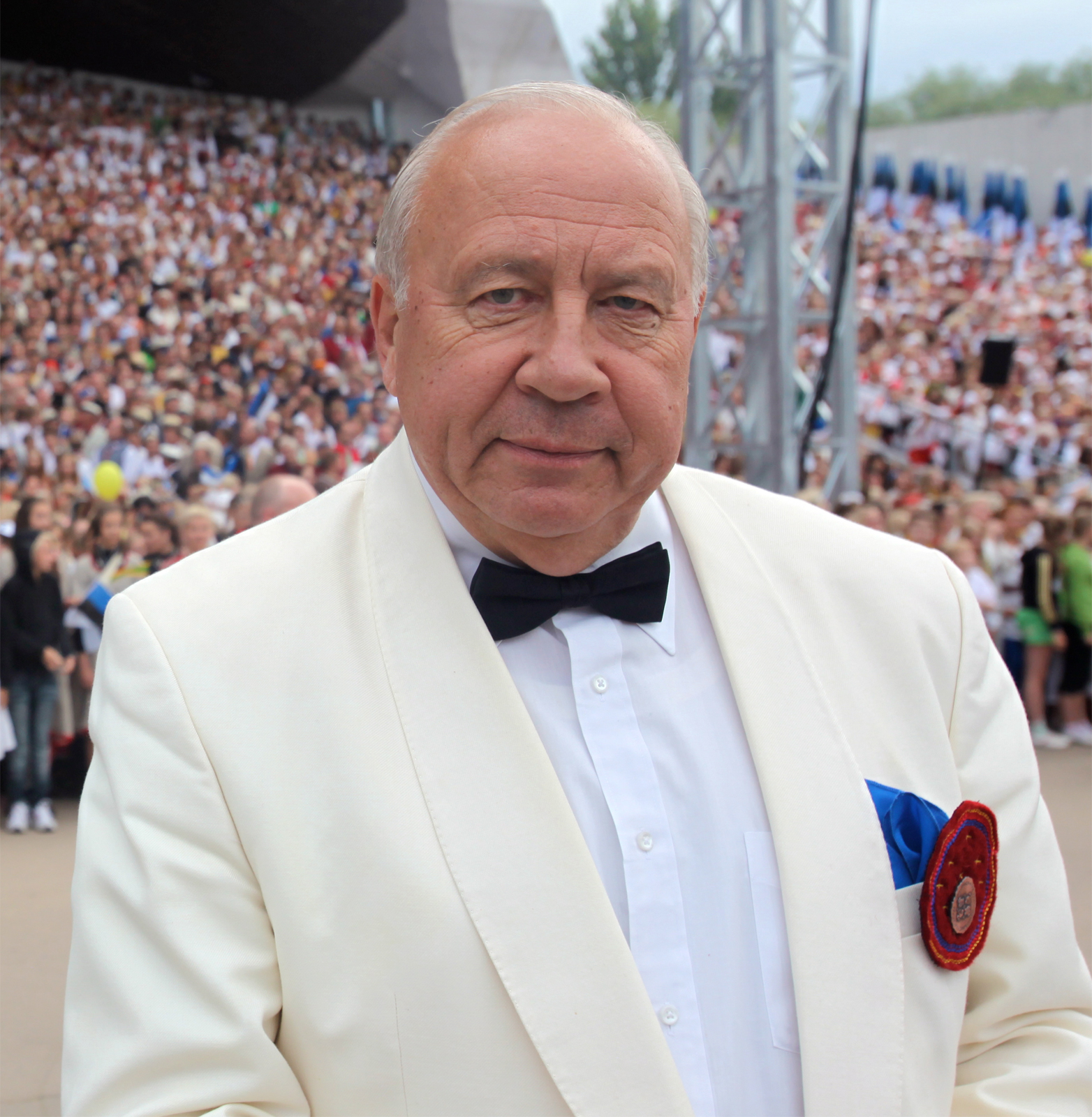
Неэме Ярви в 2009 году

### Реконструкция Петра Климова

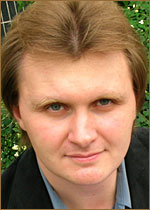
Пётр Климов в 2017 году

В 2005 году Фонд лауреатов Международного конкурса имени П. И. Чайковского и от имени Государственного мемориального музыкального музея-заповедника П. И. Чайковского в Клину крупный специалист по рукописям композитора Полина Вайдман предложили работу над новой версией реконструкции композитору и музыкальному педагогу Петру Климову. Формальных причин было две: 
- Новое предложенное заказчиками название Симфонии («Жизнь»).
- Предположение о трёхчастности этого сочинения. Фортепианное «Scherzo-fantasie» из соч. 72, по мнению заказчика новой реконструкции, даже если и предполагалось бы самим композитором в качестве третьей части Симфонии, не даёт представления о возможностях его инструментовки[Прим 11].

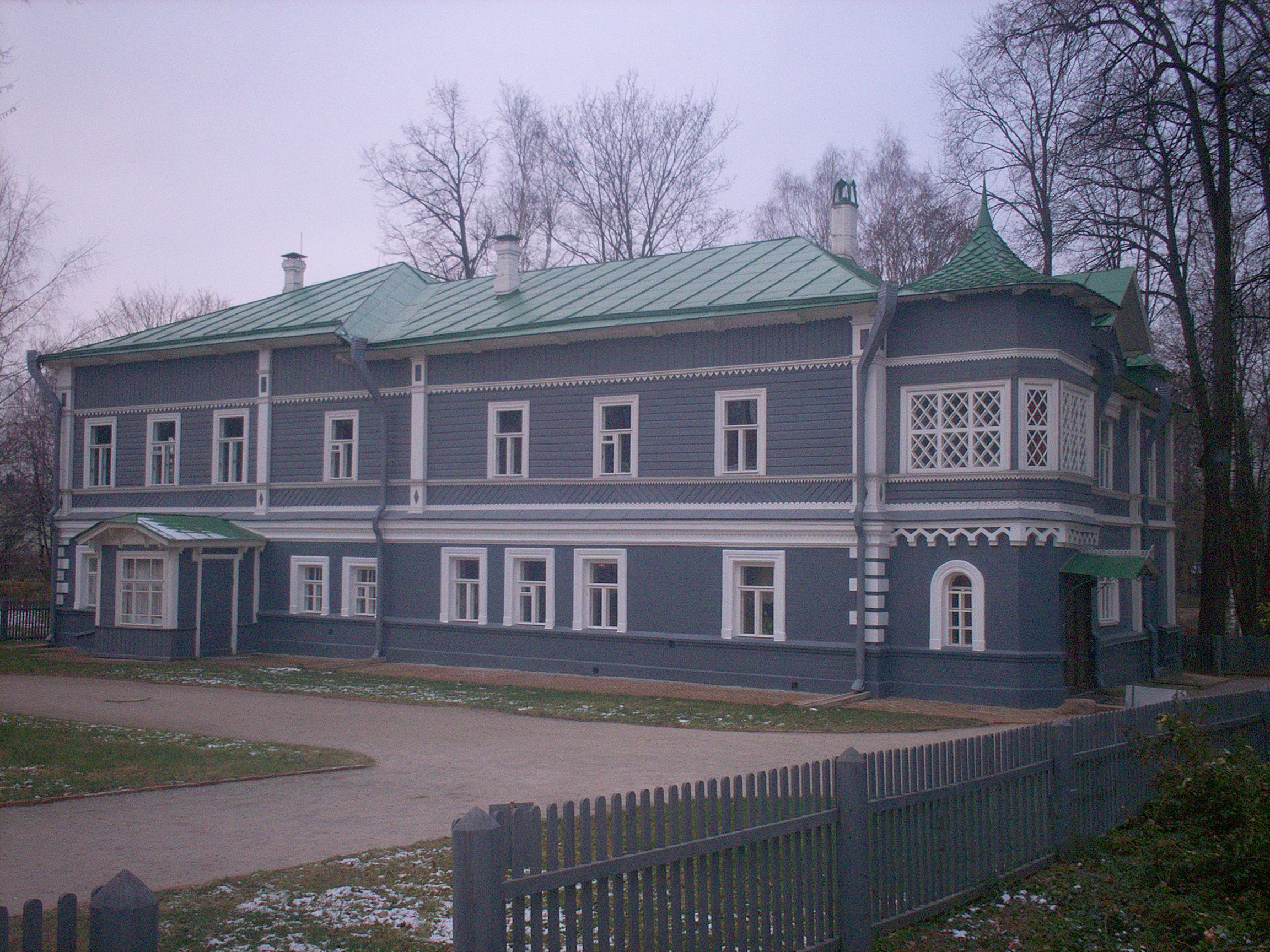
Дом Чайковского в Клину, где он работал над Симфонией ми-бемоль мажор

В статье «Неоконченная симфония Чайковского — история и современность» 2020 года, опубликованной уже после осуществления им реконструкции Симфонии в научном журнале «Учёные записки Российской академии музыки имени Гнесиных», Климов, однако, заявил, что «симфония ми-бемоль мажор, сочинявшаяся в Клину весной и осенью 1892 года, скорее всего, не имеет к проекту симфонии „Жизнь“ никакого отношения». В этой же статье в отношении гипотетического Скерцо он писал: «факт его создания трудно как подтвердить, так и опровергнуть. Сам Чайковский никак не упоминает о нём в письмах. В то же время композитор нигде не говорит о том, что задуманная им симфония будет трёхчастной, а, надо признать, что подобная „аномалия“ в строении симфонического цикла едва ли могла быть им утаена». С его точки зрения, если предположить, что Скерцо из Симфонии ми-бемоль мажор Чайковский переработал в Scherzo-fantasie из соч. 72, тональностью которого является ми-бемоль минор, то «общий тональный план четырёхчастной симфонии становится более осмысленным: ми-бемоль мажор — си-бемоль мажор — ми-бемоль минор — ми-бемоль мажор». Правда, Климов отмечал, что Симфония № 4 Александра Глазунова ми мажор, созданная именно в 1894 году, была всё-таки трёхчастной.
Сотрудники Фонда Чайковского заявили, что хотят, чтобы произведение исполнялось по всему миру, поэтому готовы предоставить партитуру тем, кто пожелает исполнить сочинение впоследствии. Встречается и противоположное утверждение: «редакция Петра Климова доступна не всем дирижёрам — лишь у нескольких маэстро есть авторские права на её исполнение».
Газета The Sydney Morning Herald сообщала, что первое публичное исполнение реконструкции Петра Климова состоится в Клину в 2005 году Государственным академическим симфоническим оркестром России под управлением японского дирижёра, проживавшей в то время в России 34-летней Томоми Нисимото из Осаки. Она заявила по этому поводу: «Для меня большая честь быть дирижёром на премьере. Я считаю, это означает, что мне, японке, отворили священные двери России». Российские средства массовой информации, однако, сообщали, что Симфония ми-бемоль мажор в реконструкции Петра Климова была впервые исполнена 8 мая 2006 года в Концертном зале имени П. И. Чайковского в Москве. Она была исполнена в трёх частях с подзаголовком «Жизнь». В качестве дирижёра выступил Василий Синайский. Исполнение Симфонии Государственным академическим симфоническим оркестром России под управлением Томоми Нисимото состоялось позже — 5 июня 2006 года в Клину. Оно было записано на видео и размещено в свободном доступе на YouTube.
22 ноября 2013 года эта же версия была исполнена на сцене Государственной академической капеллы Санкт-Петербурга на концерте в рамках абонемента Симфонического оркестра Капеллы. Дирижировал народный артист России Александр Рудин. В 2021 году Симфония ми-бемоль мажор и Шестая симфония Чайковского прозвучали в одном концерте в Ульяновске в исполнении Ульяновского государственного симфонического оркестра «Губернаторский» под управлением заслуженного артиста Российской Федерации Юрия Ткаченко.

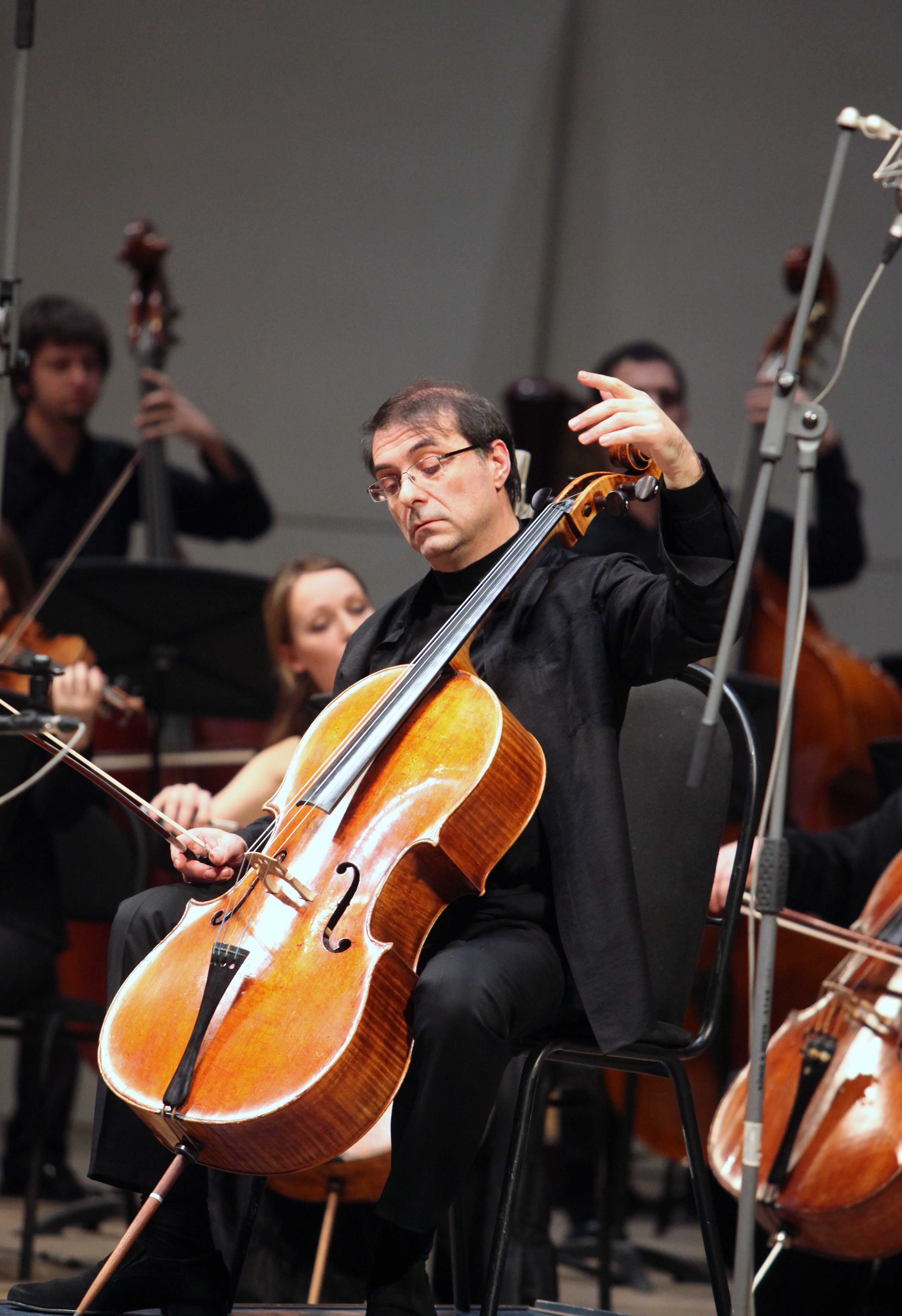
Александр Рудин в 2010 году
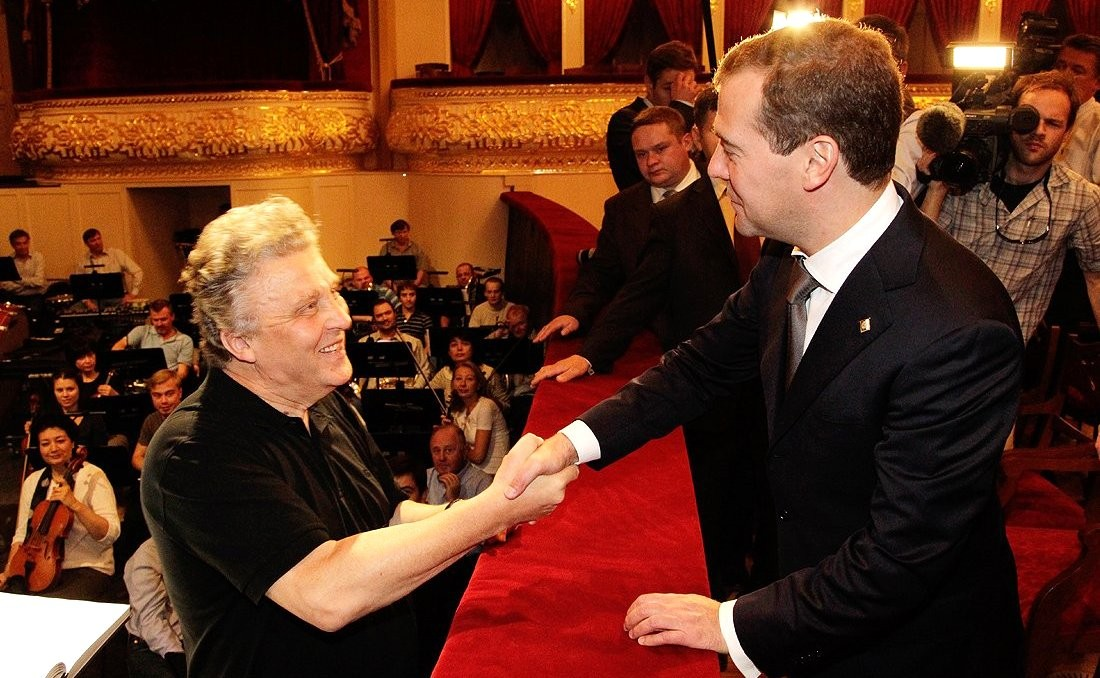
Василий Синайский (слева) в 2011 году

## Симфония в реконструкции Богатырёва

### Предполагаемый состав оркестра
В редакции Богатырёва оркестр, предназначенный для исполнения Симфонии ми-бемоль мажор, включает: деревянные духовые (две флейты и флейта-пикколо, два гобоя, два кларнета (B), два фагота), медные духовые (четыре валторны (F), три тромбона, две трубы (B) и тубу), широкий спектр ударных инструментов (литавры, треугольник, малый барабан, тарелки, большой барабан), арфу и струнные смычковые инструменты (две группы скрипок (6 и 5), альты (4), виолончели (3) и контрабасы (3)).

### Структура Симфонии
Первая часть Симфонии — Allegro brillante (Es-dur). Короткое вступление, составляющее всего два такта, открывает мужественную главную тему, которая звучит сначала у фаготов, а затем подхватывается струнными. Главная партия первой части с характерным для неё «линеарным мелодическим развёртыванием» показалась кандидату искусствоведения Надежде Николаевой близкой последним симфониям Глазунова, симфониям Танеева и раннего Николая Мясковского.
Средний эпизод главной темы — «разговор деревянных», мелодия которого напоминала советскому музыковеду Давиду Рабиновичу образы вступительной части Симфонии № 1 Чайковского, имевшей подзаголовок «Зимние грёзы». Побочная партия первой части состоит из двух образов: первый — взволнованно-лирический, а второй — танцевальный. При переходе от первого ко второму задумчивость сменяется наивным весельем. Начало разработки Рабинович сравнивал с появлением мелодии «из таинственной мглы». Вслед за этим начинается драматическое развитие, но более простое и светлое, чем это будет впоследствии осуществлено композитором в Шестой симфонии. Сохраняется атмосфера сердечной задушевности, которую не отменяют даже мощные оркестровые tutti. Во время кульминации разработки возникает реприза — сначала «воинственная» тема, а в самом конце неожиданно следует «короткий героико-драматический эпизод».
Обратил внимание на начало разработки в Части I и доктор искусствоведения Арнольд Альшванг. Он отнёс его к эпизодам, созданным в последний период творчества композитора, которые «живописуют образы зла, гнёта и концентрируют в себе ту ненавистную композитору силу принуждения, которую называют „роком“».
Вторую часть Симфонии Andante (B-dur) Давид Рабинович считал одним из «вдохновенных созданий Чайковского». Основная тема исполнена «возвышенного благородства и лирической теплоты». Она изложена композитором на «тонком и мудром в своей простоте языке позднего Чайковского». Тема одновременно глубоко эмоциональна и отличается «обаятельной скромностью». Отдельные интонации второй части близки опере «Евгений Онегин» и Шестой симфонии. Вместе с тем имелись сложности в реконструкции этой части. В эскизах не сохранились крайние эпизоды этой части. Возникло предположение, что музыка этих эпизодов в Симфонии отличалась от соответствующих эпизодов переработки в «Andante и Finale». 
Третья часть Vivace assai (es-moll) (Скерцо) — «рой неясных, недобрых видений, стремительно проносящихся в призрачном сумраке». Таинственное звучание деревянных духовых прерывается внезапными возгласами труб и тромбонов. Неожиданно возникает мелодия песни «Журавель», которую когда-то композитор использовал во Второй симфонии. Затем вновь возвращаются «призраки» из начала третьей части. Рабинович писал, что они вызывают в памяти пушкинских «Бесов», которые «несутся в зловещем фантастическом полёте». Музыковед отмечал блеск оркестровки этой части. Владимир Блок проводил параллели Скерцо Симфонии с Увертюрой к опере «Князь Игорь» Александра Бородина
Важно было определить место Скерцо в структуре Симфонии (вторая или третья часть). В решении этой проблемы Богатырёв опирался как на размещение Скерцо в других симфониях композитора, так и на логику самой Симфонии ми-бемоль мажор — оно уместно между проникновенным Andante и маршеобразным Финалом. Именно здесь оно придаёт произведению жанровый контраст.
Allegro maestoso (Es-dur) — Финал симфонии. С точки зрения Рабиновича, это — наименее яркая часть Симфонии. Возникли трудности и в самой реконструкции этой части. В эскизах Чайковского были две лакуны, в которых отсутствовало в общей сложности 90 тактов. Владимир Блок отмечал отдельные промахи Богатырёва в реконструкции именно этой части Симфонии. По его мнению, например, повторные проведения главной партии в Финале статичны, могло быть более ярким и проведение побочной темы в апофеозе.
Первая тема Финала монументальна и даже помпезна, но в ней «есть что-то формальное». В этой части больше «внешней импозантности», чем истинного чувства. Побочная тема, по словам Рабиновича, «мало достойна Чайковского». Даже в своей кульминации она звучит избыточно поверхностно. В финале, однако, есть и драматизм, и «патетический образ фатума». Владимир Блок видел в Финале предвосхищение лирической мелодики Сергея Прокофьева.

## Особенности реконструкции Петра Климова
Владимир Блок к недостаткам реконструкции Богатырёва относил слишком частое использование удвоенных тембров и малую контрастность сопоставления звучности. Богатырёв считал, что при возвращении к главной тональности Части I побочная партия должна быть переинструментована. Он передал мелодию темы от кларнета, который исполнял её в экспозиции, струнным инструментам и изменил весь рисунок оркестровки. Климов же на основе изучения автографов композитора пришёл к выводу, что музыка побочной и заключительной партий в репризе отличается от музыки в экспозиции только тональностью — соль мажор сменяется ми-бемоль мажором. Этот вывод был подтверждён изучением партитуры Части I Пятой симфонии. Группа побочных и заключительных тем, появляющихся в экспозиции, в ней, как и предполагал Климов, без изменений повторяется в репризе. Единственное отличие — смена тональности. Инструментовка этих тем была композитором также полностью сохранена. Точно так же поступил и сам Климов в реконструкции Симфонии ми-бемоль мажор. Он с гордостью писал, что «пришлось самому инструментовать лишь два небольших фрагмента» Части I.
При оркестровке Andante и Финала симфонии Климов пытался соответствовать принципам оркестровки Чайковского. Образцом для него служил средний раздел второй части Шестой симфонии. Он отмечал, что только «несколько моментов», которые связаны с переводом концертного материала в симфонический, потребовали от него «небольшой композиторской инициативы». Он 1) «сочинил» один такт в партии солирующей виолончели при переходе к репризе Части II и 2) придумал фактуру струнных инструментов в репризном проведении побочной темы финала. В отношении своей редакции Симфонии он писал: «слушатель может быть уверен, что имеет дело с подлинной музыкой Чайковского».

## Симфония в работах дореволюционных биографов композитора

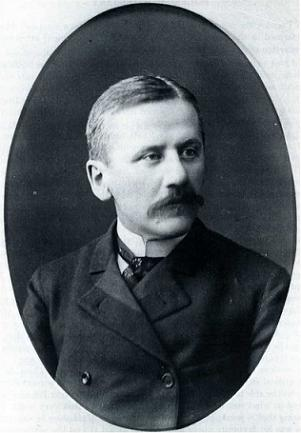
Модест Чайковский — младший брат композитора и его биограф

В дореволюционных биографиях Чайковского Симфония ми-бемоль мажор практически не упоминается. Младший брат композитора Модест в трёхтомнике, посвящённом Петру Ильичу и вышедшем на рубеже веков, лишь несколько раз, цитируя письма, отправленные им, приводит отдельные факты, связанные с работой над этим произведением. В списке неоконченных произведений брата он нашёл возможным отвести Симфонии только один абзац:

В мае 1892 года Петр Ильич начал сочинять симфонию. В июне две части её (первая и финал) были готовы. Корректурные работы отвлекали Петра Ильича от сочинения, и он принялся снова за него осенью. В октябре все черновые эскизы были готовы. Из них сохранились только эскизы первой части, анданте и финала. Скерцо нет. Очень вероятно, что им он, бросив симфонию, воспользовался для одной из 18-ти пьес (ор. 72). В декабре Петр Ильич приступил к оркестровке и успел сделать около трети первой части. 16 декабря в письме из Берлина он писал: «решил выбросить и забыть о симфонии». В течение лета он придумал сделать из первой части её фортепианный концерт и посвятить его Диемеру.— Модест Чайковский. Жизнь Петра Ильича Чайковского (по документам, хранившимся в архиве в Клину)
В воспоминаниях ученика Чайковского Юлия Поплавского в отношении Симфонии ми-бемоль мажор имеется запись: «Я слышал, что симфония эта будет напечатана и исполнена в будущем сезоне». Владимир Блок связывал эту фразу с проектом музыкального издателя Беляева в соответствии с предложением Сергея Танеева издать Вторую и Четвёртую части Симфонии в оркестровой редакции. Проект, однако, не был осуществлён.

## Советские музыковеды о симфонических замыслах композитора в начале 1890-х годов

### Симфония в работах 1930-х — 1940-х годов
Советский искусствовед Андрей Будяковский в своей книге «Жизнь Петра Ильича Чайковского» (написана в 1941 году, издана только в 2003 году) не анализирует художественные достоинства Симфонии ми-бемоль мажор и не пытается осмыслить её замысел. Он восстанавливает лишь хронологию её создания. После переезда в Клин Чайковский начинает сочинение музыки. К концу мая 1892 года он уже написал «вчерне» Первую и Четвёртую части. Сочинение оставшихся он отложил до осени, прервав работу для летней поездки на курорт Виши во Франции. Вернувшись в Клин, Чайковский вместо работы над ещё неоконченной Симфонией занялся корректурой для издания партитуры и клавира оперы «Иоланта» и балета «Щелкунчик». К работе над Симфонией Чайковский вернулся в октябре 1892 года, когда дописал «вчерне» после возвращения в Клин Вторую и Третью части. Позже, уже находясь в Санкт-Петербурге, Чайковский сумел инструментовать начало Первой части. По утверждению Будяковского, композитор «Начатую симфонию, законченную вчерне и частично оркестрованную, уничтожил, разочаровавшись в её качестве, во время поездки в Монбельяр». 
Андрей Будяковский приписывал превращение «Andante и Finale» в самостоятельное произведение не автору, а Сергею Танееву. Со слов Будяковского, Чайковский воспринимал это своё сочинение (рукописи к моменту смерти композитора не были переписаны начисто и оркестрованы) как заключительные две части Концерта для фортепиано с оркестром. Соотношение концерта с Симфонией ми-бемоль мажор исследователь воспринимал так: «Для своего третьего концерта Чайковский использовал, судя по сохранившимся черновым наброскам, музыкальный материал второй части и финала уничтоженной им симфонии (сочинявшейся перед шестой). Но многое было сочинено заново».
В монографии «П. И. Чайковский. Симфоническая музыка», вышедшей в 1935 году в Ленинграде, Андрей Будяковский пишет о Симфонии ми-бемоль мажор как о «„первой“ шестой симфонии, начатой композитором незадолго до разбираемой „Патетической“». Музыковед сообщал, что она была уничтожена, так как Чайковского не удовлетворило её качество. Будяковский настаивал, что в этой симфонии «сомнения были видны ещё отчётливее». Под сомнениями он понимает размышления о мучительном расставании с жизнью, желание узнать, что ждёт человека после смерти, постоянные метания композитора в поисках «цели и смысла жизни». Будяковский относил к эскизам Симфонии ми-бемоль мажор записи в записной книжке Чайковского со словами «Мотив: Зачем? Зачем?…». Исследователь считал, что содержание записи выражает то, что волновало композитора в последние годы жизни и что он отразил в своём симфоническом творчестве.
Арнольд Альшванг в статье «Последняя симфония Чайковского» (1940) освещает истоки Шестой симфонии композитора. Он упоминает Симфонию ми-бемоль мажор, делая замечание, что она близка Первой части «Патетической» симфонии, и предшествующую ей Симфонию «Жизнь» (эскизы к которой, по его словам, записаны на листках от набросков к струнному секстету). Альшванг делал вывод, что «идея подобного обобщения основных этапов человеческой жизни настолько сильна и элементарна, что Чайковский, всегда стремившийся осмыслить через музыку наиболее общие проблемы жизни, едва ли смог бы легко отказаться от этой большой темы, — тем более, что она явилась итогом очень многих более частных идей, занимавших композитора в течение всей его творческой деятельности».

### В работах музыковедов 1950-х — 1960-х годов

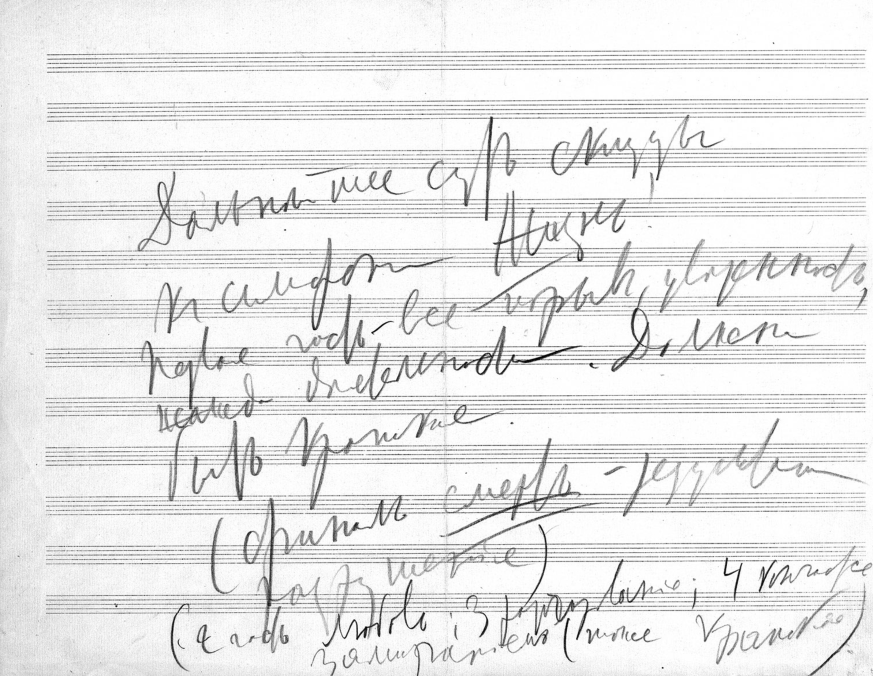
Наброски симфонии «Жизнь». Из фондов Государственного мемориального музыкального музея-заповедника П. И. Чайковского

Доктор искусствоведения Юлий Кремлёв делал чёткое различие между тремя, по его мнению, так и оставшимися нереализованными замыслами трёх разных симфоний Петра Ильича Чайковского начала 1890-х годов: ми-бемоль мажор, «Жизнь» и ми минор. Кремлёв прослеживал процесс создания Симфонии ми-бемоль мажор, отмечал, что композитор сумел инструментовать только её часть. Он считал, что в процессе работы над симфоническим материалом между Пятой и Шестой симфониями Чайковский испытывал три рода проблем:
- Он метался между непосредственной эмоциональностью и «поисками сдерживающего начала: утешенья в религии, бодрости при посредстве воли и разума». Эта проблема, по мнению советского музыковеда, была для композитора главной.
- Сложность создания «интонационного фонда» «монументального, действительно итогового произведения» и выбора из него материала.
- Проблема формы воплощения этих интонаций в определённой последовательности — в структуре самой будущей симфонии.

Эти проблемы обусловили поступки композитора — он уничтожал сделанные наброски или использовал их для своих менее значительных сочинений. Непосредственно работу над Симфонией ми-бемоль мажор Кремлёв на основе писем композитора относил к маю 1892 — февралю 1893 года. 

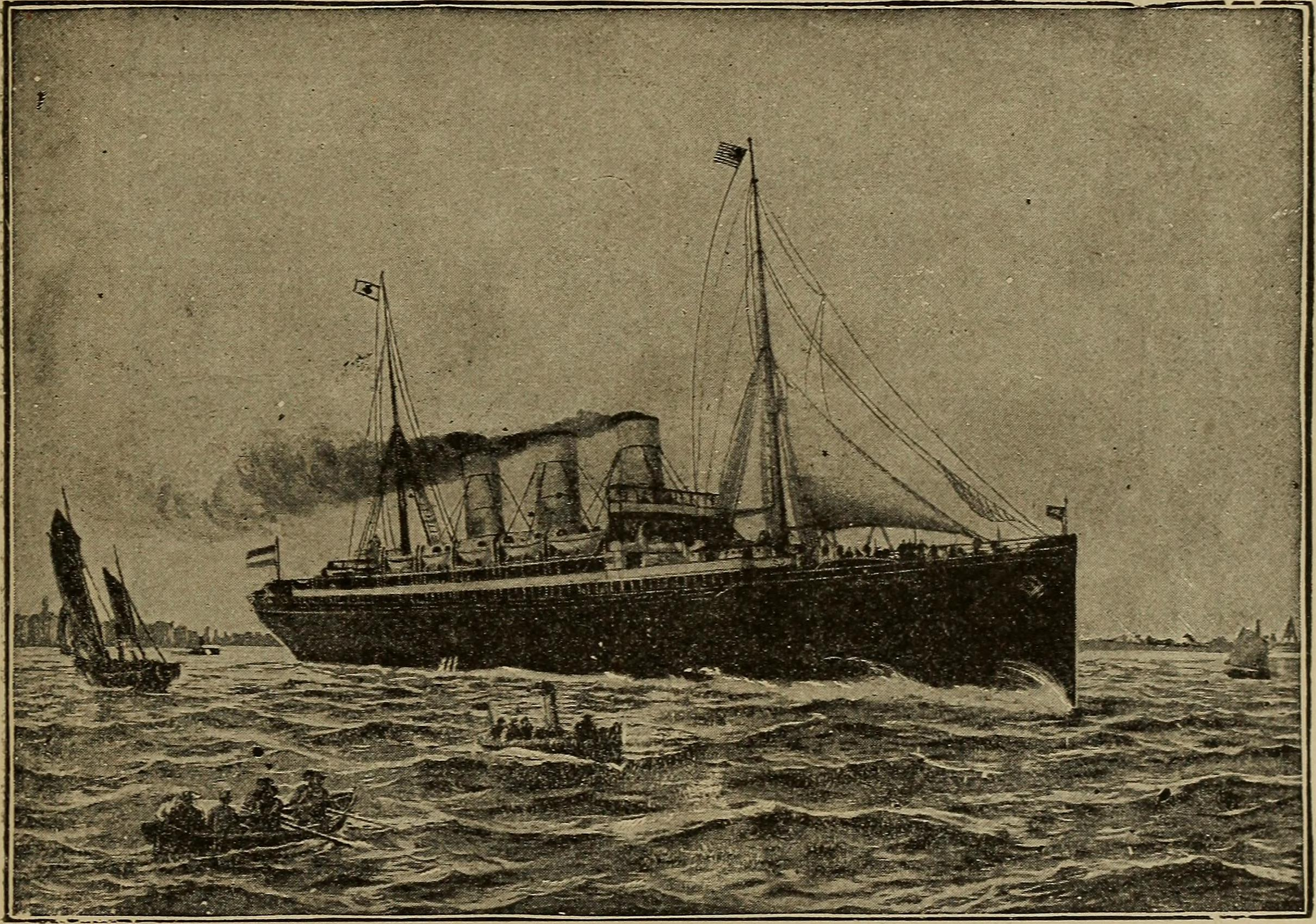
Пароход «Бисмарк» в 1893 году

Кандидат искусствоведения Надежда Николаева выделяла только два неосуществлённых симфонических замысла Чайковского: «программной симфонии „Жизнь“ и симфонии e-moll». В обоих случаях композитор замышлял «произведение большой трагической темы». Симфония же ми-бемоль мажор, «уничтоженная» композитором, так как она «не соответствовала направленности творческих замыслов композитора в этом жанре», в представлении Николаевой — предшественница «Патетической» (Шестой) симфонии. Композитор сохранил её музыкальный текст, распределив его между двумя произведениями: одночастным Третьим концертом для фортепьяно (ор. 75) и «Рондо (?!) и финалом» для фортепиано с оркестром (ор. 79).
Научное издание «Музыкальное наследие П. И. Чайковского: Из истории его произведений», вышедшее в 1958 году в Издательстве Академии наук СССР, прослеживает на основе текстовых записей автора историю создания Симфонии ми-бемоль мажор от замысла в письме к великому князю Константину Константиновичу в октябре 1889 года к первым эскизам в апреле 1891 года, активной работе над черновиком отдельных частей в мае — октябре 1892 года и к оркестровке Части I в октябре этого же года. Авторы-составители Елена Орлова и Ксения Давыдова обращали внимание читателей на некоторые нюансы этой работы: первоначально Чайковский планировал завершить Симфонию уже в июле — августе 1892 года, но он отвлёкся на корректуру «Щелкунчика» и «Иоланты» и отложил работу до декабря. Записи к Симфониям «Жизнь» и ми минор авторы считали частью работы над Симфонией ми-бемоль мажор.
По мнению музыковеда Давида Рабиновича, первое упоминание о Симфонии следует искать в записи в дневнике композитора от 10 мая 1891 года. Работа над эскизами к симфонии упоминается также в письме композитора к Анне Мерклинг 20 мая 1892 года, а также в двух письмах к Сергею Танееву, которые датируются июлем и августом 1892 года. Во всех трёх письмах Чайковский жалуется на трудности работы над произведением. В октябре этого года в письме брату Чайковский пишет о значительном прогрессе в работе. В письме к Александру Зилоти, также датируемом октябрём, он планирует завершить инструментовку Симфонии в декабре этого же года. Ещё в одном письме (к Илье Слатину) Чайковский даже планирует на январь следующего года исполнение Симфонии на концертной сцене. Неожиданным для Рабиновича является декабрьское письмо композитора к Владимиру Давыдову, в котором он выражает разочарование в уже проделанной работе. К этому времени инструментовка ещё не была осуществлена. Оценивая клавир Симфонии, Чайковский заявляет, что «ничего сколько-нибудь интересного и симпатичного в ней нет».
Рабинович предпринял попытку объяснить столь радикальную оценку Чайковским собственного произведения. Он выдвинул сразу несколько гипотез:
- Искусствовед предположил, что Чайковский был расстроен отсутствием философской концепции (которая присутствовала во всех трёх его последних симфониях и отражала его мировоззрение) своего нового сочинения. Симфония ми-бемоль мажор оказалась просто произведением «с хорошей музыкой».
- В представлении Рабиновича Чайковский очень требовательно относился к своему творчеству и пытался не допускать самоповторов. В Симфонии же ми-бемоль мажор он прямо или косвенно использовал музыкальные образы своих предшествующих сочинений, например, из Первой симфонии. Именно в конце 1892 года на Чайковского обрушились обвинения в самоповторе в связи с премьерами «Иоланты» и «Щелкунчика». Композитор тяжело переживал эти обвинения, ощущал одиночество и подавленность; чтобы преодолеть их, уехал за границу.
- К этому времени в сознании Чайковского уже сложилась концепция Шестой симфонии. Впоследствии он сопоставлял её с Симфонией ми-бемоль мажор и делал вывод о несостоятельности последней. Рабинович предполагал, что подобное сопоставление напрашивалось у композитора уже в декабре 1892 года.

Давид Рабинович писал, что, несмотря на «недочёты», которые он относил к заключительной части Симфонии, она — «в целом замечательное произведение. Она скромнее по масштабам и замыслу, чем Четвёртая, Пятая и Шестая, но это подлинный большой Чайковский». Владимир Блок, сравнивая Третий фортепианный концерт и Симфонию ми-бемоль мажор, приходил к выводу о «большей эмоциональной выразительности», о драматизме и эпическом размахе Симфонии, о большей яркости и органичности звучания оркестра. Музыковед считал, что своим «радостным колоритом» она напоминает такие ранние сочинения Чайковского, как его первые три симфонии, Первый фортепианный и Скрипичный концерты.
Записи в дневнике Чайковского за 22 мая 1891 года говорят, по мнению кандидата искусствоведения Надежды Туманиной, что Симфонию «Жизнь» композитор собирался писать в тональности ми-бемоль мажор. Записи эти первоначально были сделаны в тетради с набросками к балету «Щелкунчик», но позже Чайковский их вырвал из неё. По мнению искусствоведа, основной идеей будущего сочинения должно было стать противопоставление жизни и смерти, но сохранившиеся музыкальные наброски, снабжённые самим композитором надписями, не носят трагического характера. Туманина предполагала, что это — темы для Первой части Симфонии ми-бемоль мажор. Тема, озаглавленная «Жизнь. 1) Юность», наполнена светом и радостью. В другой теме, сочинённой на борту парохода «Бисмарк», «скорбные, печально-углублённые интонации создают образ, полный отрешённости и какого-то возвышенного страдания». Летом этого же года, сочиняя оперу «Иоланта», Чайковский набросал ещё ряд эскизов «для финала симфонии в Es-dur», которые Туманина относит к замыслу Симфонии «Жизнь». Они не вошли в более позднюю Симфонию ми-бемоль мажор. Эти эскизы демонстрируют, что композитор видел в Финале образ «победы жизни и человеческой воли». Тем же летом 1891 года Чайковский перешёл к работе над оптимистической симфонией. Работа над этой Симфонией ми-бемоль мажор уже в современном её понимании заняла у композитора весь 1892 год, но «сочинённая в эскизах симфония не удовлетворила композитора, и он прекратил её оркестровку». Её первую часть Чайковский переработал в единственную часть Третьего фортепианного концерта.

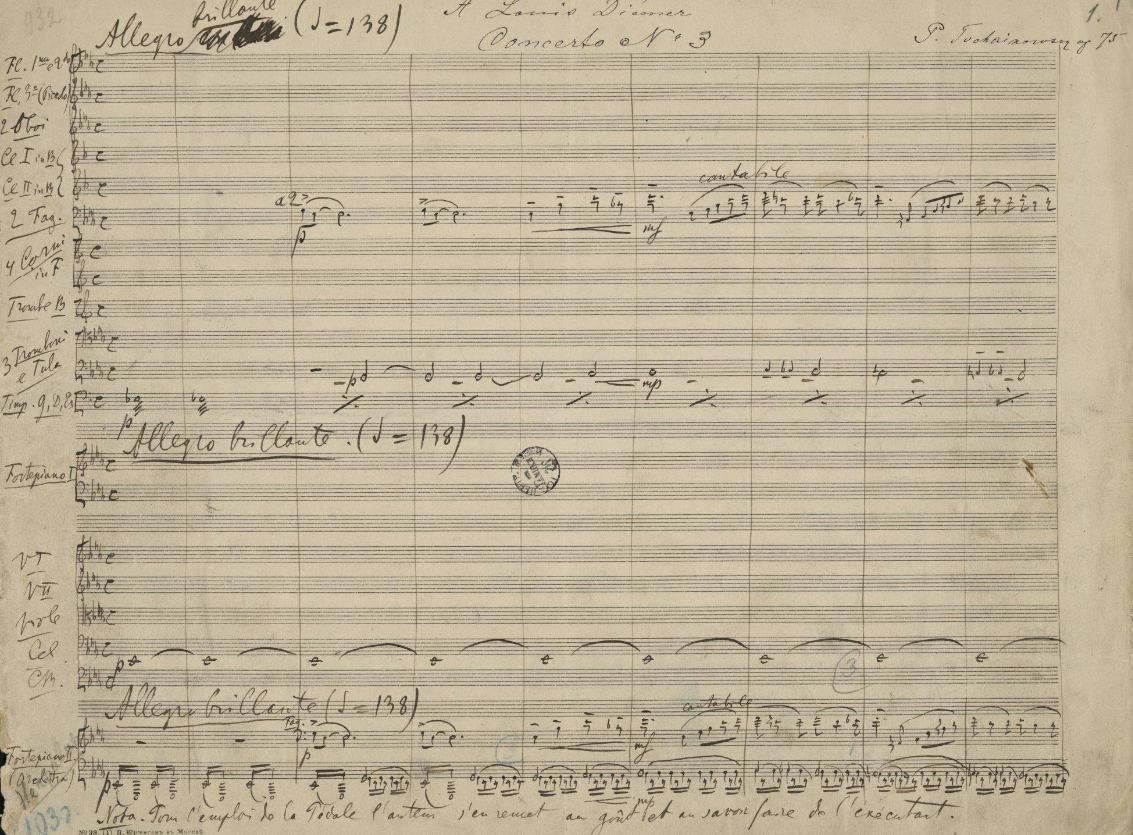
Первая страница Третьего концерта для фортепиано с оркестром, 1893

### В работах музыковедов 1970-х — 1980-х годов
Значительное внимание уделяет Симфонии в своей монографии о Чайковском Арнольд Альшванг. Он писал, что Чайковский без особого сожаления прекратил работу над ней, так как считал необходимым наличие идеи, а эта Симфония, по его мнению, была лишь «игрой в звуки — и только». Тем не менее черновики сохранились, за исключением Скерцо. По ним можно сделать вывод, что Третий концерт для фортепиано представляет собой интерпретацию первой части Симфонии, а «Andante и Финал» послужили материалом для «Анданте и финала» для фортепиано и оркестра, ор. 79. По мнению Альшванга, «симфоничность музыки, её происхождение от большой симфонии и её внутренние связи» в этих двух произведениях дают основание назвать этот цикл из трёх частей симфонией-концертом. Музыковед отмечал необычность для композитора музыкальных образов этой Симфонии: частое использование увеличенного лада, «разрешение больших секунд противоположным движением в большие терции». Структуру Симфонии ми-бемоль мажор Альшванг считал близкой к структуре Шестой симфонии. Он считал различными замыслами композитора Симфонию ми-бемоль мажор и Симфонию «Жизнь».
В статье «На пути к Патетической» (1970) кандидат искусствоведения Владимир Блок сделал вывод, что представление о нескольких симфониях, над которыми Чайковский якобы работал в промежуток между Пятой и Шестой симфониями, — глубокое заблуждение. Симфония ми-бемоль мажор, Симфония «Жизнь» и Симфония ми-минор — одно и то же произведение. Вот аргументы, которые он использовал при доказательстве своей точки зрения:
- В записях композитора нет даже малейшего намёка на отказ от замысла сочинить Симфонию «Жизнь» и Симфонию ми-минор[119][120].
- Все записи о Симфонии ми-бемоль мажор и Симфонии ми-минор занесены в одну и ту же записную книжку и зафиксированы между 31 марта и 10 мая (в очень короткий промежуток времени). Нет никаких пометок, свидетельствующих, что композитор предназначает их для разных произведений. Эскизы Симфонии «Жизнь», по мнению Блока, созданы в это же время на листочках, вырванных из набросков к «Щелкунчику» и «Иоланте», над которыми Чайковский работал именно в этот хронологический промежуток. Чайковский физически и психологически (он крайне редко работал одновременно над двумя новыми произведениями) не мог работать одновременно над двумя крупными сценическими произведениями, да ещё и над тремя симфониями[119][121].
- Темы, соотносимые с Симфонией ми-минор, вошли в Финал Симфонии ми-бемоль мажор. Главная тема Части I Симфонии ми-бемоль мажор — трансформация темы Симфонии «Жизнь»[119][122].
- Представление о трёх симфониях связано с ошибочной датировкой вырванных листков, содержащих записи «Дальнейшее суть скиццы к симфон[ии] Жизнь!…» и связанных со струнным секстетом «Воспоминание о Флоренции», которую сделал Альшванг, отнеся их к 1890 году. Однако в 1890 году была создана только первая редакция секстета, а вторая была осуществлена в 1891 году. Именно ко второй, по мнению Блока, и следует относить данные записи. Поэтому они и оказались в тетради с набросками к «Щелкунчику» и «Иоланте»[119][123].
- Название Симфония ми-минор фигурирует в работах исследователей, но у самого Чайковского ни разу не встречается. Устанавливать название симфонии по единственному сохранившемуся наброску, написанному в этой тональности, неправомерно[119].

Блок также делал вывод, что первоначально Симфония ми-бемоль мажор должна была, по замыслу автора, носить название «Жизнь», но позже Чайковский отказался от этого названия.
В своей более поздней статье «Восстановление Симфонии Es-dur Чайковского» (1972) Владимир Блок делил работу композитора над ней на два периода: к периоду после мая 1892 года он относил «конструктивно-драматургическое воплощение образности Симфонии», к более раннему периоду — работу над «тематизмом». Владимир Блок сравнивал первые три части Симфонии ми-бемоль мажор с соответствующими частями Третьей симфонии Чайковского и находил в обеих симфониях близкую жанровость и образность. В свою очередь, со Второй симфонией её роднит использование народных русских и украинских мотивов. Самое важное, с точки зрения музыковеда, что сближает эти три симфонии, это — «преобладание светлого эмоционального колорита». Отличия Симфонии ми-бемоль мажор от Второй и Третьей симфоний Блок видел в более проникновенной лирике, появлении образов рока, большей широте мелодического дыхания. В оценке причины отказа композитора от завершения Симфонии Блок был согласен с Богатырёвым и Николаевой — её музыка не соответствовала направлению творческого поиска Чайковского в это время. Именно поэтому впоследствии он вернётся к её материалам, но займётся переработкой из Симфонии в фортепианный концерт.
Блок писал об эпичности Симфонии ми-бемоль мажор, возводил её истоки к творчеству Александра Бородина и указывал, что первые темы этой симфонии появились в записной книжке Чайковского как раз тогда, когда он готовился в качестве дирижёра познакомить зарубежную аудиторию с Первой симфонией Бородина, и что сама эта симфония написана именно в ми-бемоль мажоре. Однако, если Бородин радуется окружающей его жизни, то Чайковский созерцает свой внутренний мир. Его Симфония — произведение «лирико-эпического склада». Искусствовед выделял два варианта работы над реконструкцией музыкального произведения: 
- 1) «Дописывание» за автора — существенное изменение изначального текста в целях иной в сравнении с авторской художественной выразительности. К такому варианту работы Блок, например, относил реконструкцию Николаем Римским-Корсаковым «Хованщины» Модеста Мусоргского.
- 2) Максимально возможное сохранение авторского текста. Именно этому принципу следовал, по утверждению Блока, Богатырёв[129].

Доктор искусствоведения Елена Орлова в «Лекциях о русской музыке» (1977) относила Симфонию ми-бемоль мажор к числу тех произведений Чайковского (к ним также относятся, по мнению искусствоведа, «Спящая красавица» и «Иоланта»), в которых присутствуют «страницы гимнического утверждения силы любви и правды, победы света над мраком». Саму Симфонию она назвала «выдающимся произведением» и поместила в один ряд с Симфонией «Манфред», Пятой и Шестой симфониями. Доктор искусствоведения Екатерина Ручьевская предлагала разделить эскизы Симфонии, завершающей творческий путь композитора, на две группы: мажорные и минорные. Симфония ми-бемоль мажор, по её мнению, завершила первую линию. В её представлении эта симфония — симфония «радости, воспевающая жизнь и счастье», но музыка казалась её автору «мертворождённой», «тяжеловесной, вялой, неживой». Кризис, который привёл к уничтожению симфонии, по мнению Ручьевской, — «один из самых глубоких и длительных» в жизни композитора. Уничтожение же симфонии, по словам музыковеда, было выходом из кризиса.
Профессор Московской консерватории, кандидат искусствоведения Юлия Розанова писала в многотомной «Истории русской музыки» (1981 и 1986), что ещё перед сочинением Шестой симфонии Чайковским овладела мысль создать симфоническое произведение на тему борьбы Добра и Зла, но полной ясности у композитора не было. В набросках так и не осуществлённого замысла Чайковский никак не мог остановиться на определённой философской концепции — то его привлекала «идея победы светлого начала, утверждение образов счастья, радости, творческого труда… то на первый план выступала трагическая сторона жизни как тяжёлого, полного страданий пути к смерти, уничтожению». Симфонию эту Розанова называла «Жизнь», считала её программной и утверждала, что ею композитор собирался подвести итоги своего творческого пути. Конкретно Симфонию ми-бемоль мажор Розанова считала частью этой большой работы — произведением «лирико-жанрового плана с оптимистической концепцией».
Кандидат искусствоведения Александр Должанский в монографии «Симфоническое творчество П. И. Чайковского» (1981) различал разные неосуществлённые симфонические замыслы Чайковского. К 1890—1892 годам, по его мнению, относятся наброски симфонии «Жизнь». К ним он относил только те из записей композитора, что и Кремлёв. К другому симфоническому замыслу, который овладел мыслями Чайковского в это же время, он относил записи Чайковского: «Мотив: Зачем? Зачем? Для чего?… Начало и основная мысль всей симфонии», «Мотив для финала после Зачем?… Сначала нет ответа, а потом вдруг торжественно». В обоих случаях, по мнению музыковеда, речь идёт не о программе каждой из симфоний, а «об определении темы симфонии, предмета её философского осмысления». С точки зрения Должанского, Симфонию ми-бемоль мажор композитор сочинял с осени 1892 года, Первую же часть Шестой симфонии он начал писать 4 февраля 1893 года. Искусствовед утверждал, что Чайковский «бросил» Симфонию ми-бемоль мажор, не дописав её. При этом ранее сам же Должанский цитировал письмо композитора Михаилу Ипполитову-Иванову, в котором композитор, напротив, пишет: «у меня была готова симфония и… я вдруг в ней разочаровался и разорвал её».
Советский музыковед Галина Прибегина отождествляла Симфонию «Жизнь» и Симфонию ми-бемоль мажор. В биографии композитора, вышедшей в 1983 году, она кратко рассказывала о разочаровании Чайковского в своём произведении и его реконструкции Семёном Богатырёвым.

## Симфония ми-бемоль мажор в работах современных российских музыковедов

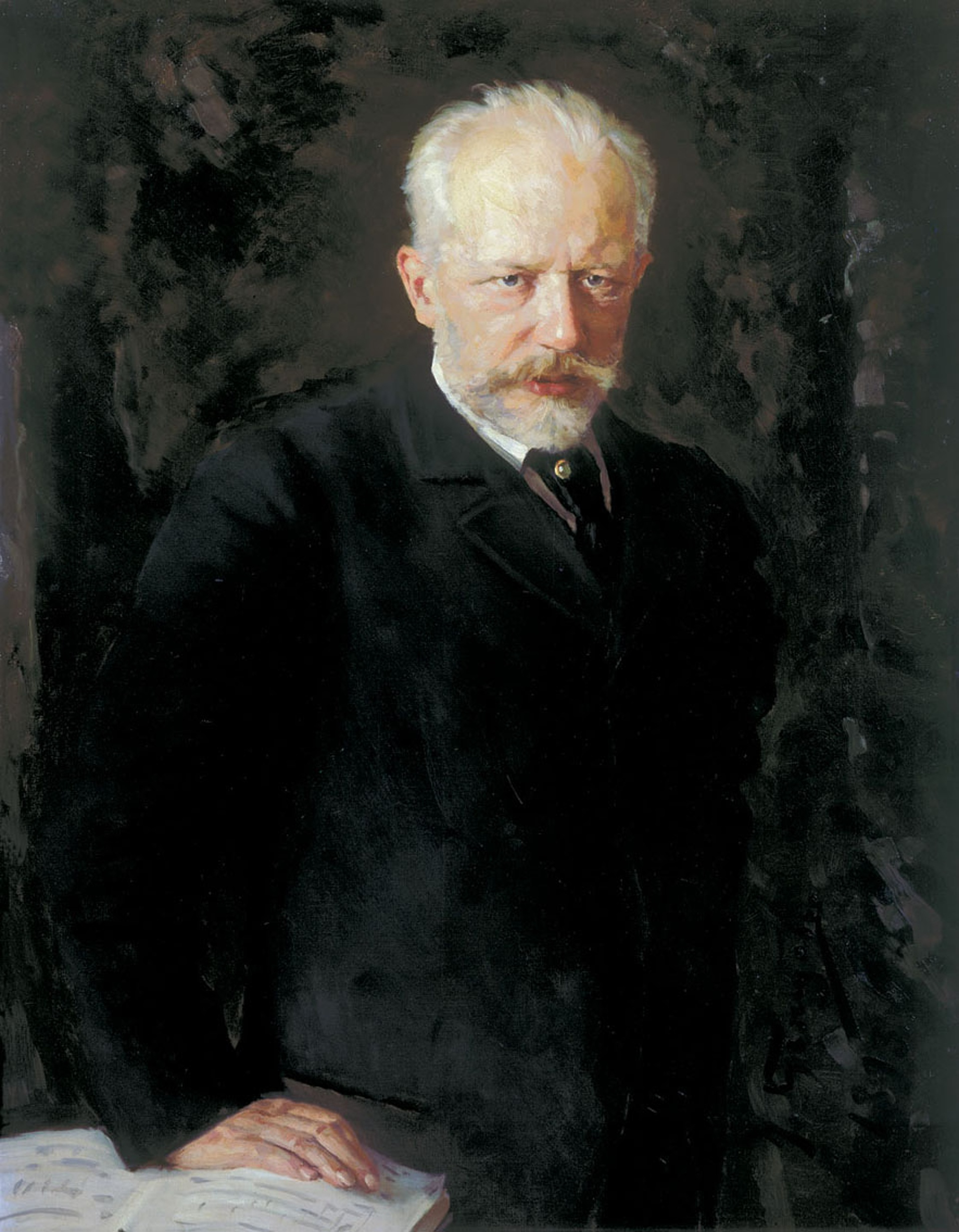
Николай Кузнецов. Портрет П. И. Чайковского, 1893. Государственная Третьяковская галерея

Некоторое внимание уделяет Симфонии 8-й том «Истории русской музыки», вышедший в 1994 году. Он сообщает, что в 1892 году Чайковский завершил эскизную запись симфонии, но, начав инструментовку, «почувствовал неудовлетворённость своей работой и партитура осталась неоконченной». Автор статьи в «Истории русской музыки» доктор искусствоведения Юрий Келдыш не согласен с резко отрицательным мнением самого композитора о ней: «Музыка симфонии не лишена интереса и новизны, но её праздничный, торжественно жизнеутверждающий тон, по-видимому, не отвечал настроениям композитора в тот период и казался ему фальшивым и неискренним. Кроме того, его могла смущать некоторая одноплановость музыки, отсутствие достаточного разнообразия и контрастов между отдельными частями».
Доктор искусствоведения Полина Вайдман проанализировала пометки Чайковского в его записных книжках, относящиеся к Симфонии ми-бемоль мажор, в статье «Слово Чайковского в рукописях его инструментальных произведений» (2003). Все пометки она разделила на две группы: 
- Конструктивно-технологическая, близкая к заметкам других композиторов. К ним, например, она относит пометки в тетради с эскизами к опере «Иоланта» и три наброска, над которыми находится ремарка: «Для финала симфонии в Es-dur». В рукописях более позднего времени встречаются задания на следующий день или более длительное время[139].
- Ассоциативная, которая носит личностно-биографический характер. Эти ремарки располагаются рядом с нотными набросками и связаны с жизненными импульсами, лежащими в основе творческого процесса композитора («событие биографического плана, размышления над „роковыми вопросами бытия“ или впечатления от прочитанного»). Эти заметки появляются на ранних стадиях работы в процессе формирования замысла. Их наличие, по мнению Вайдман, свидетельствует, что Чайковскому была необходима «отчётливая идея, нередко сформулированная словесно». Примером Вайдман называла записи «Дальнейшее суть скиццы к симфон[ии] Жизнь! Первая часть — все порыв, уверенность…», которые считает относящимися к Симфонии ми-бемоль мажор, однако здесь же музыковед пишет, что дальше в этой фразе композитор излагает программу будущей Шестой симфонии. Это она называет «некими витками диалектического развития замысла»[140].

Время от времени Симфония ми-бемоль мажор исполняется как Симфония № 7. Российский искусствовед Иосиф Райскин в аннотации к исполнению реконструкции Семёна Богатырёва в Мариинском театре писал по этому поводу: «Учитывая экспериментальный характер предпринятой Богатырёвым реконструкции, а также тот факт, что Чайковский принципиально разграничивал „номерные“ симфонии и иные (программные) симфонические произведения (не говоря уже о хронологии их создания), думается, следует отказаться от названия „Седьмая симфония“ в пользу более корректного и точного: Симфония ми-бемоль мажор».
Указатель сочинений Чайковского, вышедший в 2003 и 2006 годах, датирует замысел Симфонии октябрём 1889 года на основе письма № 3966, а работу композитора над Симфонией маем 1891 года (по пути из США в Европу Чайковский делает об этом запись в дневнике) — декабрём 1892 года, когда, находясь в Клину, Чайковский упоминает её в письме № 4829. В Указателе также сделано замечание, что к моменту его издания (2006) большинство рукописей, относящихся к Симфонии, не было издано. Записи «Дальнейшее суть скиццы к симфон[ии] Жизнь!…» он относит ко времени работы над «Иолантой» и «Щелкунчиком». Указатель приводит хронологию сочинения произведения и его переработки самим композитором и Сергеем Танеевым. Он отмечает, что неизвестно количество частей Симфонии, но в отношении Скерцо, использованного Богатырёвым, нет никаких доказательств, что именно оно могло быть Третьей частью Симфонии ми-бемоль мажор.
Кандидат искусствоведения Александр Комаров в диссертации «Восстановление произведений П. И. Чайковского в истории русской музыкальной текстологии» (2007) выделял четыре периода работы над реконструкцией произведений Чайковского:
- Реконструкция произведений Чайковского в первые годы после его смерти (1893—1903) — «донаучный» период. Инициатор восстановления незавершённых произведений Чайковского в это время — его младший брат Модест Чайковский. Над реконструкцией работают только композиторы — друзья Петра Ильича Сергей Танеев и Александр Глазунов, поэтому «дистанция между собственным и чужим… ясно не осознавалась и не составляла особой проблемы». Реконструктор осуществлял открытое вмешательство в авторский музыкальный текст. К этому периоду относится реконструкция цикла для фортепиано с оркестром «Andante e Finale» Сергеем Танеевым[143].
- 1910-е — 1930-е годы. Начальный этап существования музыкальной текстологии и источниковедения[144].
- 1940-е — 1950-е годы. Музыкальная текстология и источниковедение воспринимается в качестве самостоятельной музыковедческой дисциплины[142]. Тексты музыкального источника, относящиеся к разным стадиям работы над произведением, однако, не дифференцировались и воспринимались как «единый материал», относящийся к творческому замыслу Чайковского[145]. Допускалась произвольность работы реконструктора по отношению к авторскому тексту. К этому периоду относится реконструкция Симфонии Es-dur Семёном Богатырёвым, которую Комаров относил к 1951—1961 годам (Райнер и «Указатель сочинений», например, её датировали 1951—1955 годами[7][15]). Хотя Богатырёв понимал, что между Симфонией ми-бемоль мажор и Третьим фортепианным концертом имеются серьёзным различия, он объединил тексты двух произведений, а в ряде случаев отдал предпочтение нотному тексту концерта[146]. Исследователи на этом этапе анализировали «не только документальные доказательства, но и свои наблюдения над стилем Чайковского и отдельных его произведений». Богатырёв инструментовал, по словам Комарова, предназначенную для фортепиано пьесу «Scherzo-Fantasie» op. 72 No 10 и включил её как Часть III в Симфонию ми-бемоль мажор[147]. Однако саму реконструкцию Богатырёва Комаров воспринимает положительно для того времени, восхищаясь «детальным изучением и изложением истории создания Симфонии Es-dur с полным охватом известных источников, а также ясной и осознанной самим исследователем методологией его работы». Он начинал с формирования документальной базы, продолжил изучением и анализом комплекса источников и на основании их исследования принимал решения[148].
- С 1960-х годов до начала XXI века. Господствует представление, что реконструкция должна осуществляться на основе представления о необходимости аналитической интерпретации источников. В 2000-е годы, по убеждению Комарова, реконструкции Симфонии Es-dur Богатырёвым и цикла «Andante и Finale» Танеевым вообще «должны быть расценены как оригинальные творческие работы. Сохранившиеся материалы не дают возможности воссоздать текст Чайковского и оставляют значительный простор творческому воображению»[149].

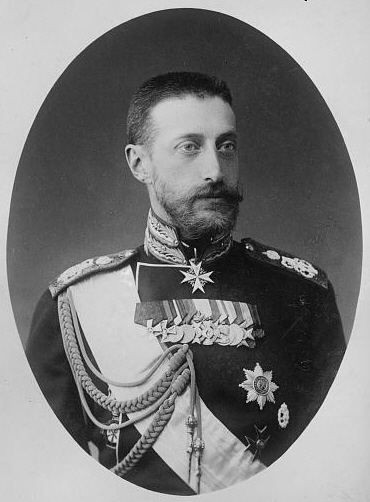
Великий князь Константин Константинович в 1891 году

Доцент кафедры композиции и инструментовки Российской академии музыки имени Гнесиных Пётр Климов считал, что к замыслу новой симфонии Чайковского относилась запись в письме, направленном Чайковским в 1889 году великому князю Константину Константиновичу: «Мне ужасно хочется написать какую-нибудь грандиозную симфонию, которая была бы как бы завершением всей моей сочинительской карьеры, — и посвятить её Государю. Неопределённый план такой симфонии давно носится у меня в голове, — но нужно стечение многих благоприятных обстоятельств для того, чтобы замысел мой мог быть приведён в исполнение. Надеюсь не умереть, не исполнивши этого моего намерения». Более конкретными, по мнению Климова, становятся замыслы композитора в мае 1891 года, когда, возвращаясь из поездки в США, он сделал первые наброски нового сочинения (всего несколько тактов) и написал к ним небольшое пояснение: «Дальнейшее суть скиццы к симфон[ии] Жизнь!» Климов писал, что в указанных тактах можно угадать тональность сочинения — ми-бемоль мажор. Фрагмент же, подписанный «22 / 10 мая 91 г. В океане», написан, в свою очередь, в ми-бемоль миноре.

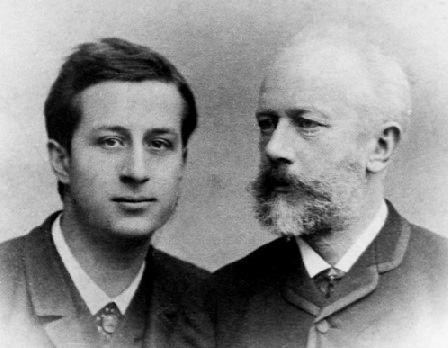
Александр Зилоти и Пётр Чайковский. Фото сделано между 1875 и 1893 годами

В письме Александру Зилоти от 6 апреля 1892 года, по мнению Климова, также речь идёт о Симфонии ми-бемоль мажор: «…я уже помышляю о новом большом сочинении, т. е. о симфонии с тайной [слово подчёркнуто самим композитором] программой». Основываясь на этой фразе Чайковского, Климов писал о программном характере этой симфонии. Исследователь оговаривался, однако, что после этого — во время непосредственной работы над симфонией Чайковский уже не упоминает о её программности. Объяснял он это так: «этому обстоятельству не стоит придавать никакого значения — для краткости Петр Ильич мог нейтрально называть „симфонией“ и программное произведение». Позже Климов делал вывод: Симфония предполагалась программной, но «можно предположить, что в процессе отбора материала для симфонии и работы над ним в сознании композитора произошла трансформация его первоначальных планов, и от мысли о написании программной симфонии он в тот момент времени отказался», «неоконченная симфония ми-бемоль мажор, вероятнее всего, являет нам пример „чистого“ оркестрового творчества Чайковского».
Пётр Климов сводил объяснение причин уничтожения композитором Симфонии к «угнетённому состоянию духа» в связи с неудачными премьерами «Иоланты» и «Щелкунчика», «усугублённому тем, что покидать Россию и обживаемый дом в Клину композитору на этот раз не хотелось», но, несмотря на это, он уехал за границу.
Композитор Антон Сафронов, сам имевший опыт реконструкции симфоний европейских композиторов XVIII—XIX веков, в статье для журнала «Музыкальная жизнь» утверждал, что Чайковский работал над Симфонией ми-бемоль мажор в 1889—1892 годах. В письмах к близким, по утверждению Сафронова, Чайковский «условно даёт ей программное название „Жизнь“». Он пишет, однако, что «нам до конца не ясно», какое своё сочинение Чайковский имеет при этом в виду — «то, которое к тому моменту уже начал писать, но позднее бросил, или то, которое в конце концов и стало его великой Шестой („Патетической“) симфонией».
Преподаватель музыкальной литературы в Академическом музыкальном колледже при Московской консерватории Ирина Охалова в связи с Симфонией ми-бемоль мажор писала, что Чайковский мечтал о создании «грандиозной симфонии», которая завершила бы его «сочинительскую карьеру». Искусствовед приписывает Симфонии название «Жизнь» и считает, что к работе над эскизами Симфонии композитор приступил весной 1891 года во время гастрольной поездки в США. Эту работу он продолжил в мае 1892 года в Клину. Охалова называла Симфонию незавершённой. Третий фортепианный концерт, по мнению Охаловой, написан «на материале неоконченной симфонии».

## Современные зарубежные исследователи о Симфонии

### В работах исследователей XX века
Преподаватель композиции в Университете Монаша в Австралии и композитор Томас Райнер в статье «Симфония ми-бемоль мажор Чайковского и замысел Симфонии „Жизнь“» в немецком журнале Neue Zeitschrift für Musik за 1967 год размышлял о создании композитором Симфонии ми-бемоль мажор и её переработке в Концерт для фортепиано с оркестром № 3 и «Scherzo-Fantaisie» в связи с замыслом Симфонии «Жизнь». В ходе работы над статьёй Райнер использовал дневники, письма, эскизные наброски Чайковского и другие документальные материалы. В статье приведены хронология и оценка реконструкции Симфонии ми-бемоль мажор Семёном Богатырёвым. Райнер писал, что Чайковский сам ввёл в заблуждение музыковедов, заявив в письменном виде об уничтожении Симфонии. Именно это заявление получило широкую известность, будучи опубликовано Модестом Чайковским в трёхтомной «Жизни П. И. Чайковского». Исследователь датировал работу композитора над Симфонией в одном месте маем — октябрём 1892 года, а в другом — маем — декабрём этого же года.
Райнер задался вопросом, не использовал ли Чайковский нотный материал эскизов Симфонии «Жизнь» при сочинении более поздней Симфонии ми-бемоль мажор. Он находил как «определённое сходство» нотного материала первых частей обеих симфоний, так и «существенные различия» между ними. Райнер делал вывод: «можно предположить, что Чайковский в период „без идей и склонностей“ (нем. „ohne Einfälle und Neigungen“, так сам композитор охарактеризовал время сочинения ми-бемоль мажорной симфонии) вернулся к более раннему по времени материалу Симфонии „Жизнь“».
Австралийский исследователь объяснял отказ Чайковского от завершения работы над Симфонией двумя причинами: «во-первых, она не соответствует его замыслу симфонии „Жизнь“, которая завершила бы всё его творчество; с другой стороны, она также не была и программной музыкой в понимании композитора в том виде, как он её реализовал в своих поздних симфонических произведениях, особенно начиная с Симфонии фа минор (№ 4), а в самой совершенной форме — в „Патетической“». «Лебединой песней» и «духовным завещанием» композитора стала Патетическая симфония. Программную же музыку Чайковского Райнер делил на более раннюю музыку «„объективного“ вдохновения, идущего извне (пейзаж, фольклор, литература: Симфония «Манфред», Симфонии № 1 и № 2), и музыку „субъективного“ вдохновения, основанного на внутреннем побуждении (Симфонии № 4, № 5 и № 6)», которая соответствует позднему периоду творчества.
Райнер писал, что добавления к оригиналу Чайковского у Богатырёва в его реконструкции касаются только второстепенных элементов нотного текста («инструментарий, динамика и т. д.»). Он восхищался красотой музыки Симфонии и отмечал, что в ней сочетается знакомое и незнакомое (например, использование арфы в Скерцо с целью имитации звучания русских народных инструментов) для знатоков творчества композитора, хотя и находил в ней отдельные недостатки. Важной задачей искусствовед считал реконструкцию событий работы композитора над своим произведением.
Предельно краток в рассказе о Симфонии ми-бемоль мажор британский музыковед Джон Гамильтон Уоррак в монографии о композиторе, вышедшей в 1973 году в Нью-Йорке. Он только упоминает работу над ней композитора и неудовлетворённость её результатом, переработку симфонии в Третий фортепианный концерт и работу над этой переработкой («со слабым энтузиазмом», англ. «with little enthusiasm») одновременно с сочинением Шестой симфонии. Столь же краток в повествовании о данном произведении и профессор Шеффилдского университета Эдвард Гарден в книге о композиторе, вышедшей в том же 1973 году в издательстве Оксфордского университета. Перерыв в работе над Симфонией он объясняет переутомлением, пишет об «усердной работе» над ней и о неудовлетворённости автора результатом работы, а также о переработке Симфонии в Третий фортепианный концерт и «Andante and Finale».
Американский музыковед, эмигрантка из СССР Александра Орлова прослеживала в своей монографии «Чайковский: Автопортрет», вышедшей в Издательстве Оксфордского университета в 1980 году, процесс создания Симфонии ми-бемоль мажор на основе писем и дневниковых записей композитора. Она отмечала, что первыми Чайковский создал Первую и Четвёртую части, что он прервал работу над произведением на время поездки в Виши, что работа над ним шла одновременно с работой над «Иолантой» и «Щелкунчиком». Александра Орлова цитировала письмо композитора, в котором он описывал своё состояние в это время, отмечая чрезвычайно «разумный образ жизни, умеренность во всём… хорошие здоровые условия для работы», которые позволили не сойти с ума «от этой каторжной работы». «Однако, я почти сумасшедший, ничего не понимаю, не могу пользоваться своим разумом и впал в оцепенение», — писал Чайковский. Композитор планировал закончить Симфонию в декабре 1892 года перед двумя выступлениями в качестве дирижёра в январе 1893 года в Одессе. Решение об уничтожении Симфонии вызвало мучительные размышления Чайковского об утрате способности к творчеству и о целесообразности отказа от сочинения чисто инструментальной музыки, как симфонической, так и камерной. Орлова указывала на различие замыслов Симфонии ми-бемоль мажор и Симфонии «Жизнь».
Украинский музыковед, доктор искусствоведения Галина Побережная отмечала «трепетное отношение Петра Ильича к всевластному Времени, необратимости его поступательного хода». Оно, по мнению музыковеда, сказалось в работе над «Патетической» симфонией Чайковского, которая носит автобиографический характер, над фортепьянной пьесой «Далёкое прошлое» (ор. 72), в работе, а затем отказе от продолжения работы над Симфонией «Жизнь» (под ней она понимает Симфонию ми-бемоль мажор). Причину прекращения Побережная видела в том, что её концепция показалась композитору избыточно обобщённой. Аналогию музыковед находила и в действиях композитора: он размышлял о том, чтобы оставить своему слуге Алексею Софронову купленный Чайковским дом в Клину, а в ноябре 1891 года составил завещание. Отказ от завершения Симфонии «Жизнь» привёл композитора и к сомнению в своих творческих перспективах. «Патетическую» симфонию Побережная считала второй, вслед за Симфонией «Жизнь», попыткой Чайковского завершить свою композиторскую карьеру.
Британский биограф Чайковского Энтони Холден считал наброски к Симфонии «Жизнь» (их он относит ко времени путешествия из США в Европу) началом работы композитора над будущей Шестой симфонией. Временный отказ от реализации этого проекта и сочинение Симфонии ми-бемоль мажор, которую исследователь противопоставляет Симфонии «Жизнь» (=«Патетической»), Холден называет «фальстартом». Британский биограф композитора писал, что Чайковский несколько раз вынужден был отвлекаться от сочинения этой Симфонии на другие, более неотложные занятия и в конце концов «обнаружил, что она утратила для него своё очарование». Холден утверждал, что неудача с Симфонией ми-бемоль мажор вызвала у композитора состояние «творческого паралича». Желание переработать её в другие сочинения, по словам Холдена, связано с письмом, полученным от Давыдова, который ободрил Чайковского и иронизировал над его проблемами. В то же время композитор писал, что уничтожит Allegro brilllante (Третий фортепианный концерт и одновременно первая часть Симфонии), если оно не вызовет одобрение Сергея Танеева. Учитывая достаточно критичный отзыв ученика, Холден делал вывод, что спасло это сочинение от уничтожения только неосторожное более раннее обещание Чайковским его французскому пианисту Луи Демьеру. Возвращение к отложенному проекту в феврале 1893 года биограф связывал с посещением композитором своей бывшей гувернантки Фанни Дюрбах.

### В работах исследователей XXI века

Андрей Хотеев в 2012 году

Советский, а впоследствии немецкий пианист и музыковед Андрей Хотеев в статье, посвящённой сочинениям Чайковского для фортепиано с оркестром, называл переработку Симфонии ми-бемоль мажор в фортепианный концерт «одной из наиболее драматических страниц творчества композитора». Композитор начал эту работу, но прервал её на сочинение Шестой симфонии. Первоначальной редакцией концерта, на основе анализа рукописного оригинала произведения Чайковского, Хотеев считал трёхчастную. Композитор создал сначала первую, затем третью, только после этого — вторую часть, после чего записал в рукописи этой части концерта фразу: «Конец и Богу слава». Хотеев писал, что все три части Симфонии, вошедшие в Третий концерт, соединены тайной общей программой (фрагменты которой сохранились), в них есть общность интонаций: в главной (синкопированной) теме Первой части он видел отражение тех вопросов, которые волновали Чайковского («Зачем? Зачем? Для чего?»), эта же интонация, по его мнению, «находит свой „ответ“ в теме финала», побочная тема из этой части «находят свое развитие» во Второй части и «в трагической кульминации всего Концерта в финале».
Хотеев высказывал недовольство попыткой реконструкции Симфонии и приводил в пример Первый концерт Иоханнеса Брамса, который также первоначально задумывался как симфония. На Западе, однако, ни у кого не появлялась мысль реконструировать симфонию, а «в России же сама мысль о неоконченной симфонии Чайковского никому не давала покоя». По мнению Хотеева, Симфония ми-бемоль мажор в реконструкции Богатырёва (единственная на момент публикации статьи) «полностью компилятивна». Музыковеда возмутило, что «эта мозаичная композиция была издана под именем Чайковского и до сих пор исполняется в этом качестве!». Американский композитор и виолончелист Юрий Леонович сделал отдельные замечания о работе Богатырёва над Симфонией ми-бемоль мажор в интервью журналу Music. Art, research, practice (2013).
Американский биограф композитора Александр Познанский не делал различия между замыслом Симфонии «Жизнь» и работой композитора над Симфонией ми-бемоль мажор и практически отождествлял их. Для него всё это была работа над Симфонией-осмыслением «общих проблем бытия». К ней Чайковский возвращался постоянно в течение длительного времени, хотя неоднократно вынужден был отвлекаться на оперу «Иоланта» и балет «Щелкунчик». Замысел этого сочинения Познанский находил в интервью композитора московской газете «Новости дня» от 13 апреля 1892 года и в письме Чайковского к Зилоти, написанном на неделю раньше.

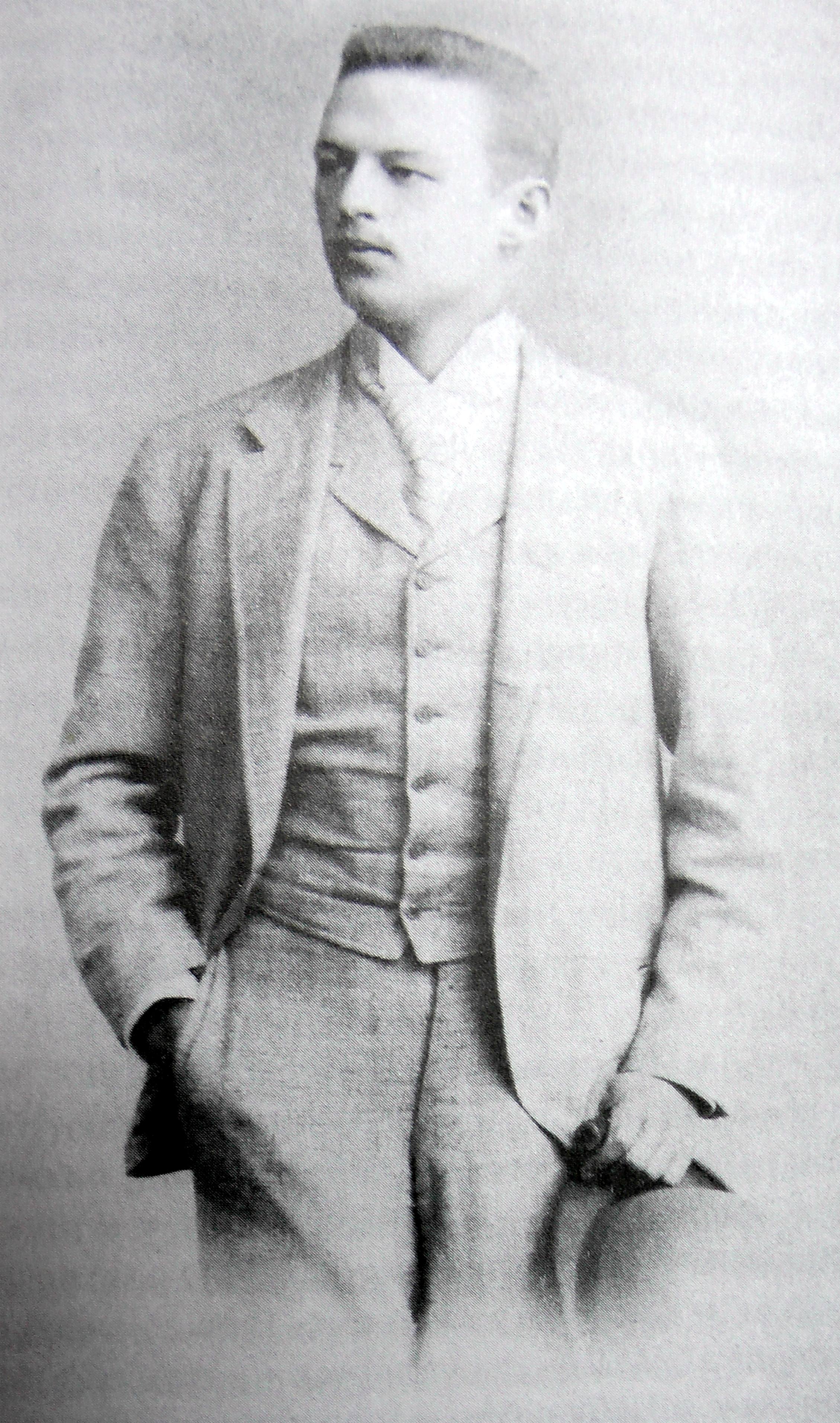
Владимир Давыдов в 1891 году

Александр Познанский подробно цитирует письмо Чайковского к своему любимому племяннику Владимиру Давыдову, посвящённое прекращению работы над Симфонией ми-бемоль мажор: 

Эти дни я предавался важным и чреватым последствиями помышлениям. Просмотрел я внимательно и, так сказать, отнёсся объективно к новой своей симфонии, которую, к счастию, не успел инструментовать и пустить в ход. Впечатление самое для неё нелестное, т. е. симфония написана просто, чтобы что-нибудь написать, — ничего сколько-нибудь интересного и симпатичного в ней нет. Решил выбросить её и забыть о ней. Решение это бесповоротно, и прекрасно, что оно мной принято. Но не следует ли из этого, что я вообще выдохся и иссяк? Вот об этом-то я и думал все эти три дня.— Пётр Чайковский. Письмо Владимиру Давыдову от 16 декабря 1892 года из Берлина
Познанский цитирует и ответное письмо, в котором Давыдов сравнил поступок композитора с традицией сбрасывать уродливых детей со скалы, существовавшей в древней Спарте. Племянник композитора писал, что, вероятно, на самом деле, Симфония столь же гениальна, что и предшествующие пять симфоний композитора. Познанский считал, что именно под влиянием этого письма Чайковский принял решение всё-таки не уничтожать данное сочинение и использовать его первую часть для работы над Третьим концертом для фортепиано с оркестром.

Читая твоё письмо, переполненное саморазочарования, я, во-первых, нисколько не удивился, что ты мне это пишешь, а во-вторых, улыбнулся — как и вообще его содержанию, так и тому, что ты не можешь писать иначе, как возбудив себя искусственно сюжетом, либретто и пр., точно Скобелев в старости! Твоё состояние само по себе меня бы обеспокоило, если б оно не было следствием нравственного утомления, вызванного пребыванием в Петерб[урге]. Жаль, конечно, Симфонию, которую ты, как в Спарте детей, бросил со скалы, потому что она показалась тебе уродом. Между тем, наверное, она так же гениальна, как и первые 5. — Тщетно ты будешь стараться обобъективиться, тебе это никогда не удастся. Правда, что теперь глас народа не может служить оценкой, т. к. заранее всякое произвед[ение], носящее твоё имя, будет нравиться, но когда это мнение было верным?!— Марина Рыцарева. Патетическая [симфония] Чайковского и русская культура

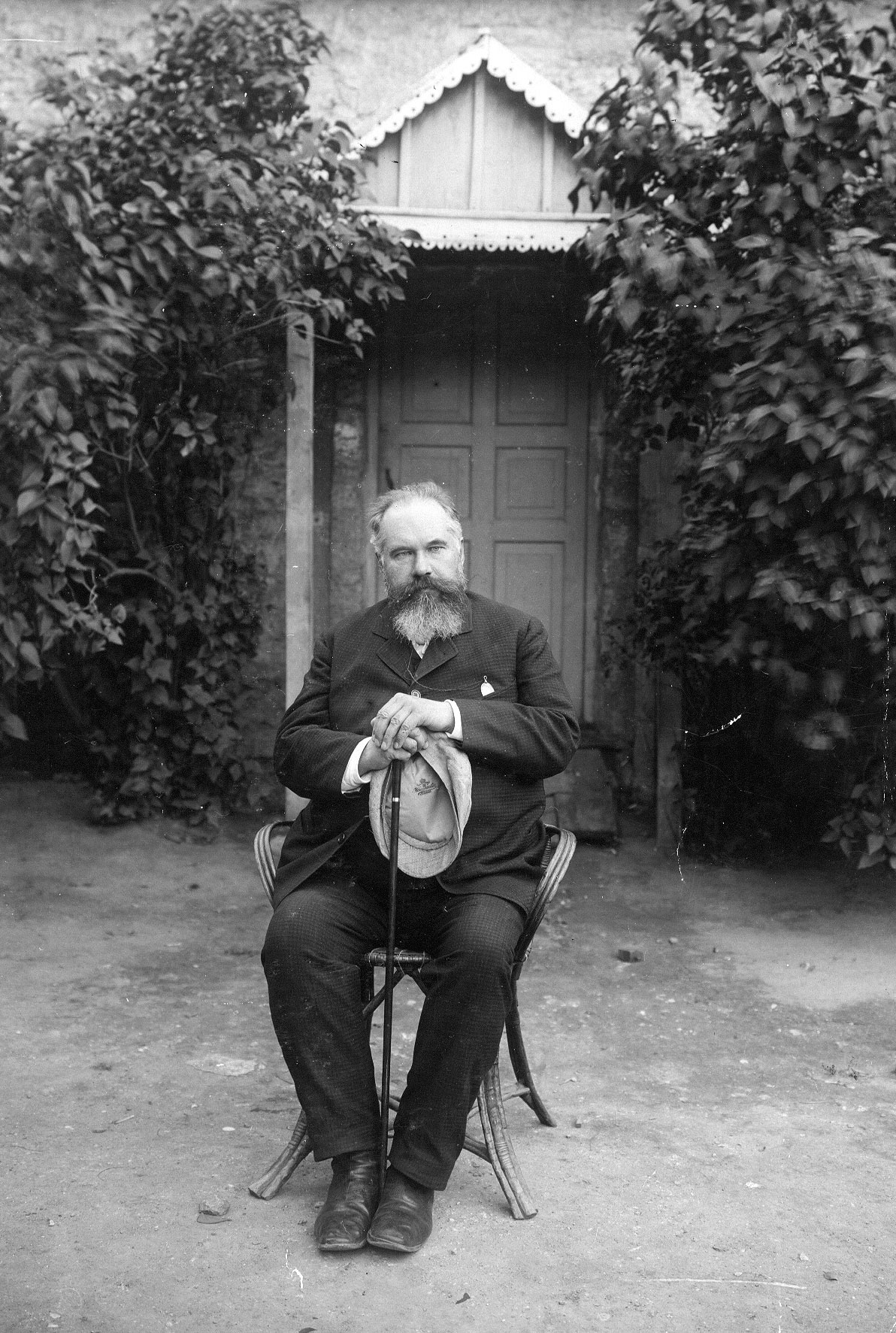
Сергей Танеев — ученик и друг Чайковского

Биограф Чайковского Дэвид Браун предполагал, что в период создания Симфонии ми-бемоль мажор у Чайковского были «некоторые реальные причины для сомнения в себе». Композитор ощущал творческий кризис. Браун реконструирует в своей книге «Чайковский: Человек и его музыка» (2009) хронологию создания произведения и его судьбу. Он считал, что композитор задумал Симфонию в 1889 году, продолжил над ней работу только в 1891 году во время путешествия домой из американского турне. Запись «Дальнейшее суть скиццы…» Браун также соотносил именно с этой Симфонией. Только в мае 1892 года Чайковский полностью погрузился в работу над ней, и симфония была закончена в ноябре того же года. Вернувшись к произведению после перерыва, композитор забраковал его. В июле 1893 года Чайковский превратил первую часть Симфонии в одночастный Третий концерт для фортепиано с оркестром, а в октябре (Браун отмечает, что это произошло всего за несколько недель до его смерти) переработал Вторую и Четвёртую части симфонии, «чтобы заложить основу для полного концерта из трёх частей». Однако после смерти Чайковского, в отличие от Первой части, они остались лишь в виде набросков, поэтому Танеев завершил работу над ними. Браун считал Концерт трёхчастным, однако, отмечал, что «полная версия теперь никогда не исполняется, но завершённая [самим композитором] первая часть время от времени звучит (англ. „the occasional airing“)».
Биограф Чайковского Роланд Джон Уайли относил к Симфонии ми-бемоль мажор заявление композитора в письме великому князю Константину Константиновичу от 20 октября 1889 года, что он напишет большую симфонию, чтобы завершить свою композиторскую карьеру, и посвятит её императору Александру III. Продолжение работы над этой Симфонией он видел в текстовых и музыкальных эскизах на двух недатированных листках, предположительно относящихся к началу 1890-х годов, которые обычно связываются исследователями с Симфонией «Жизнь» («Дальнейшее суть скиццы…»). В связи с этими заметками Уайли обращал внимание, что преувеличение внимания к программе в искусствоведении отвлекает внимание от «поэтического элемента», который лежал в основе симфоний Чайковского. Уайли, ссылаясь на Бориса Асафьева, писал, что существование программы музыкального произведения не обязательно играет определяющую роль в нём. Работа над «Пиковой дамой» отвлекла Чайковского от задуманной Симфонии. Уайли осторожен в соотнесении текстовых и нотных фрагментов, созданных на борту «Бисмарка», с Симфонией ми-бемоль мажор, и отделяет продуманную музыкальную идею в «ми-бемоль миноре» (так в тексте у Уайли) от значительно более фрагментарных набросков в ми миноре. 
Уайли обращал внимание, что в афише концертного сезона 1892—1893 годов в Санкт-Петербурге среди новинок указана Шестая симфония Чайковского, под ней на тот момент понималась Симфония ми-бемоль мажор, к оркестровке которой композитор приступил 22 октября 1892 года. Младший брат композитора Модест позже вспоминал перемену, которая произошла именно в это время в личности Петра Ильича: появилось тревожное, мрачное, безнадёжное настроение, которое возникало перед каждым крутым поворотом в его жизни — перед выбором музыкальной карьеры в начале 1860-х годов, перед женитьбой, в 1885 году — перед выходом из затворничества. В результате спустя время композитор стал перерабатывать Симфонию ми-бемоль в Третий фортепианный концерт и приступил к работе над новой Шестой симфонией. Уайли отождествляет Симфонию ми-бемоль мажор и Симфонию «Жизнь», противопоставляя это сочинение Симфонии № 6. Роланд Уайли низко оценивает музыку Симфонии ми-бемоль мажор, пишет о её прямолинейности, грубости, механистичности и даже утверждает, что она «предвосхищает худшее из оптимизма социалистического реализма в музыке» (англ. «the worst of optimistic socialist realism of music»), улавливает в её музыке «джазовое вступительное соло фагота» (англ. «The jazzy opening bassoon solo»).
Уайли считал Третий фортепианный концерт (в его представлении он одночастный) единственным подлинным уцелевшим фрагментом Симфонии ми-бемоль мажор. По его мнению, структурные изменения при переработке в концертную форму были минимальными. Чайковский, например, расширил два такта в симфонии (№ 132—133) до четырёх в концерте (№ 132—135). Единственное существенное изменение в структуре произведения — добавление каденции. Её введение заставило композитора удалить 19 тактов симфонии, которые находились на этом месте. Переработка симфонии в концерт, по предположению Уайли, была связана в первую очередь с переосмыслением звучания произведения. Чайковский добивался дихотомии оркестра и солиста. Применение принципа concertato к музыке, в которой отсутствует концертная структура, подтверждает, с точки зрения исследователя, гипотезу о том, что одной из проблем Симфонии ми-бемоль было несоответствие в ней музыки и жанра. В первой части Симфонии ми-бемоль мажор намечался отход от симфонии к концерту для оркестра. Более того, популярные темы (англ. «the popular themes»), присутствующие в Симфонии, могли быть более приемлемыми в концерте, чем в симфонии. Уайли делал вывод, что Симфония ми-бемоль мажор Чайковского «была не настолько уж плоха, чтобы исключить её из списка его произведений».
Доктор искусствоведения, живущая в Израиле, Марина Рыцарева опубликовала в 2014 году на английском языке книгу «Патетическая [симфония] Чайковского и русская культура». В 2017 году эта книга в существенно изменённом виде (изменения коснулись иллюстраций, структуры книги, сокращены были пояснения к тексту) была опубликована на русском языке под названием «Тайна Патетической Чайковского (о скрытой программе Шестой симфонии)». В книге Рыцарева пишет об атмосфере тайны, которой композитор окружил создание своей Шестой симфонии, и объясняет её тем, что Чайковский широко афишировал создание Симфонии ми-бемоль мажор («Жизнь»), в которой он в конце концов разочаровался и не завершил её. Благодаря этому, по словам Рыцаревой, он, «возможно, научился чуть осмотрительнее относиться к своим творческим планам». Анализируя подход Чайковского к сочинению программной музыки и сравнивая замысел Симфонии ми-бемоль мажор «Жизнь» с «Манфредом», Рыцарева писала о «более амбициозном философском замысле» в Симфонии, но тут же оговаривала, что эта идея была «претенциозной» и «иллюзорной».
Отмечая большое значение для позднего творчества Чайковского знакомства с книгами Эрнста Ренана (он скончался 2 октября 1892 года — за полтора месяца до уничтожения Симфонии ми-бемоль мажор), Рыцарева цитировала фразу, принадлежавшую французскому философу и явно знакомую композитору: «Смерть добавляет совершенства самому совершенному человеку; она освобождает его от всех недостатков в глазах тех, кто любил его». Исследователь так писала о причинах отказа от завершения Симфонии: «Его незавершённый и заброшенный проект Симфония „Жизнь“ отражал его [Чайковского] поиск собственной модели этоса. В какой-то момент он словно осознал и смирился, что ему не удалось создать классическую симфонию модели „становления себя самого“, в которую он сам мог бы поверить. Правда о жизни героя требовала правды и о его смерти со всем её человеческим страхом, страданием и мукой».
Американский искусствовед Джеральд Симен частично опубликовал библиографию Симфонии ми-бемоль мажор, Третьего фортепианного концерта и «Andante and Finale» в справочнике «Пётр Ильич Чайковский: научно-информационный путеводитель», вышедшей в издательстве Routledge в 2019 году.
Профессор музыковедения Тюбингенского университета имени Эберхарда и Карла Томас Кольхазе посвятил свою статью, опубликованную на международном сайте «Die Tschaikowsky-Gesellschaft», сбору и обобщению данных о соотношении Симфонии ми-бемоль мажор, Третьего фортепианного концерта, «Andante и Finale» и Scherzo-Fantasie. Музыковед чётко разделяет наброски к Симфонии ми-бемоль мажор и Симфонии «Жизнь», хотя и делает замечание, что оба замысла относятся к одному и тому же времени. По его утверждению, композитор не использовал материал из второй симфонии в первой. Кольхазе детально прослеживает отражение истории сочинения Симфонии ми-бемоль мажор, а также дальнейшую судьбу забракованной самим автором Симфонии в переписке композитора.

## В культуре

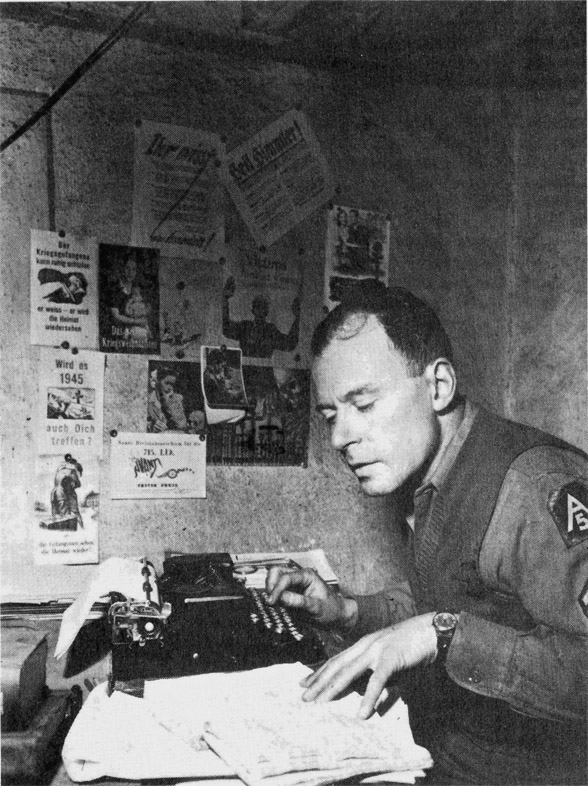
Клаус Манн в 1944 году в американской военной форме

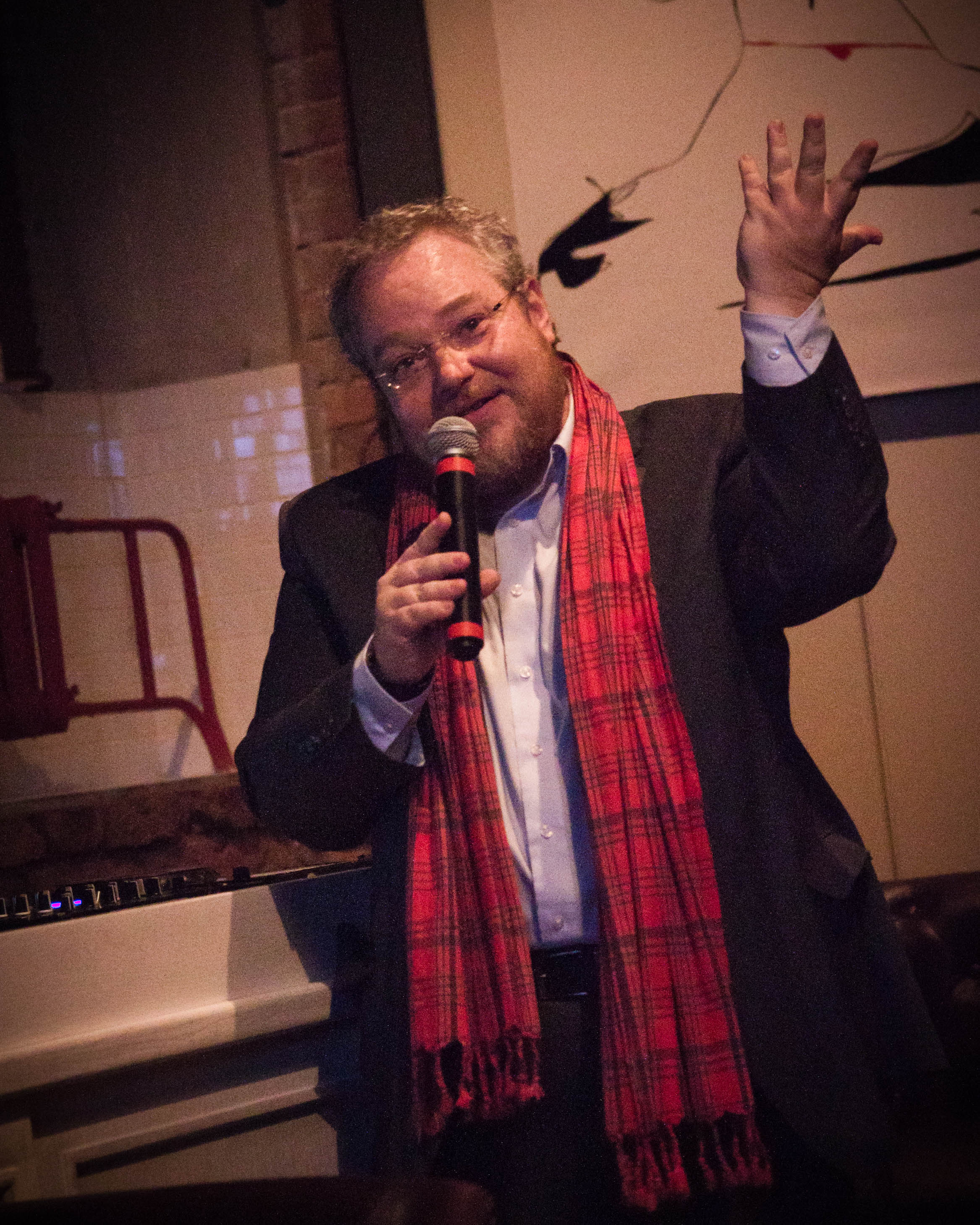
Артём Варгафтик в 2015 году

Симфония ми-бемоль мажор упоминается в романе немецкого писателя Клауса Манна «Пётр Ильич Чайковский. Патетическая симфония» (оригинальное название — нем. «Symphonie Pathétique», 1935). Действие романа происходит с декабря 1887 по октябрь 1893 года. Писатель рассказывает о тяжёлом состоянии Чайковского во время пребывания во Фроловском: «его терзали сомнения по поводу его последнего произведения, симфонии. В часы душевного упадка он утверждал, что она не удалась — халтура, второразрядная подделка — ему казалось, что написана она „фальшиво, не от души“. Подобными рассуждениями он мучил не только самого себя, но и юного племянника [Владимира Давыдова], заочно разделяющего его жизнь».
Российский виолончелист, музыкальный педагог, радио- и телеведущий, а также популяризатор академической музыки Артём Варгафтик подготовил в рамках проекта «Партитуры не горят» телепрограмму «П. И. Чайковский. Симфония „Жизнь“» (снята телекомпанией «Вектор-Русь» в 2008 году), в которой он рассказывает историю Симфонии ми-бемоль мажор, в финале программы Варгафтик заявляет, что вопрос об отождествлении её с Симфонией «Жизнь» не может быть решён никогда. Телепрограмма демонстрировалась на канале «Культура» и была снята в Музее-заповеднике Чайковского в Клину. В программе использована музыка из Третьего фортепианного концерта и Симфонии ми-бемоль мажор в обеих существующих реконструкциях.